# Liste der Baudenkmale in Duderstadt

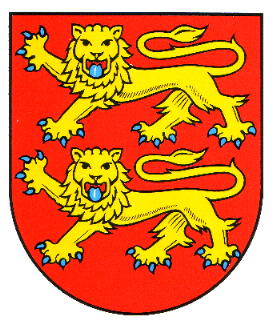
Wappen von Duderstadt

In der Liste der Baudenkmale in Duderstadt sind alle Baudenkmale der niedersächsischen Gemeinde Duderstadt (Landkreis Göttingen) aufgelistet. Der Stand der Liste ist das Jahr 1997. Die Baudenkmale der Ortsteile sind in der Liste der Baudenkmale in Duderstadt (Außenbezirke) aufgeführt.

## Stadtdenkmal
Duderstadt wurde erstmals als tutersteti im Jahre 927 in einer Schenkungsurkunde König Heinrichs I. an seine Gemahlin Mathilde zur Witwenversorgung schriftlich erwähnt. Von dieser Urkunde ging das Original verloren, die Kopie stammt aus dem Jahr 929, dem offiziellen Gründungsjahr Duderstadts. Der gesamte Altstadtbereich Duderstadts mit dem umschließenden Wall und den dem Wall in Teilbereichen vorgelagerten Teichen und Wasserläufen ist als Stadtdenkmal ausgewiesen. Der Altstadtkern erstreckt sich auf einer Fläche von 18 ha innerhalb des Mauerrings, 29 ha unter Hinzunahme der Ausfallstraßen durch die Vorstädte und die Bahnhofstraße bzw. 80 ha innerhalb des gesamten Wallrings. Innerhalb des Wallrings befinden sich 785 Gebäude, wovon 553 Fachwerkbauten sind, darunter 486 Sichtfachwerkbauten.
Den Kern der Stadt bildet die von der Stadtmauer umschlossene Altstadt. Die zwei Keimzellen bildeten im 9. und 10. Jahrhundert im Westen der königliche Hof im Bereich der Unterkirche St. Servatius und im Osten die Marktsiedlung der Kaufleute und Handwerker um die Oberkirche St. Cyriakus. Bei Siedlungskerne sind spätestens in jenem Jahr 1257 zusammengewachsen gewesen, in dem Duderstadt als civitas in einem Privileg von Herzog Otto dem Kind erwähnt wird. Die heute Marktstraße, 1496 als Breide strate erwähnt, verbindet als breit angelegter Straßenmarkt, die Unterkirche mit der Oberkirche.
Zwischen dem Mauerring und dem Wallring bildeten sich vier Vorstädte aus. 1436 wurde die Stadt nach Norden hin durch die Neustadt, auch Benebenstadt genannt, erweitert. Weitere Vorstädte entstanden westlich des Westertors, östlich des Obertors und südlich des Steintors. Die Einwohner der Vorstädte hat mindere Bürgerrechte. So besaßen sie kein Braurecht.

## Allgemein
In den Spalten befinden sich folgende Informationen:
- Lage: die Adresse des Baudenkmales und die geographischen Koordinaten. Kartenansicht, um Koordinaten zu setzen. In der Kartenansicht sind Baudenkmale ohne Koordinaten mit einem roten Marker dargestellt und können in der Karte gesetzt werden. Baudenkmale ohne Bild sind mit einem blauen Marker gekennzeichnet, Baudenkmale mit Bild mit einem grünen Marker.
- Bezeichnung: Bezeichnung des Baudenkmales
- Beschreibung: die Beschreibung des Baudenkmales. Unter § 3 Abs. 2 NDSchG werden Einzeldenkmale und unter § 3 Abs. 3 NDSchG Gruppen baulicher Anlagen und deren Bestandteile ausgewiesen.
- ID: die Objekt-ID des Baudenkmales
- Bild: ein Bild des Baudenkmales, ggf. zusätzlich mit einem Link zu weiteren Fotos des Baudenkmals im Medienarchiv Wikimedia Commons. Wenn man auf das Kamerasymbol klickt, können Fotos zu Baudenkmalen aus dieser Liste hochgeladen werden:

## Stadtbefestigung
Neben der Stadtmauer ist die Wallanlage für die Stadtbefestigung konstituierend. Die innere Befestigung wurde durch einen Mauerring mit vier Toren gebildet: im Nordwesten das erhaltene Westertor, im Norden das Neutor, im Osten das Obertor und im Süden das Steintor. Die Vorstädte wurden durch die Wallanlage mit vorgelagerten Teichen gesichert. An den Ausfallstraßen befanden sich am Wall ursprünglich Walltore. Als äußere Befestigungslinie kann die Landwehr mit ihren zum Teil erhaltenen Warten angesehen werden.
Folgenden Bestandteile des Mauerrings sind heute noch erhalten.

| Lage                                                                                     | Bezeichnung                    | Beschreibung | ID | Bild           |
| ---------------------------------------------------------------------------------------- | ------------------------------ | --- | -- | -------------- |
| Hinter der Mauer, von der Sackstraße zum Westertor 51° 30′ 43″ N, 10° 15′ 19″ O          | Westlicher Stadtmauerabschnitt | |    | Weitere Bilder |
| Hinter der Mauer 51° 30′ 47″ N, 10° 15′ 19″ O                                            | Pulverturm                     | Südwestlicher Eckturm der Stadtmauer |    | Weitere Bilder |
| Hinter der Mauer 51° 30′ 48″ N, 10° 15′ 20″ O                                            | Georgsturm                     | |    | Weitere Bilder |
| Westertorstraße 51° 30′ 35″ N, 10° 15′ 13″ O                                             | Westertor                      | 1343 als "valva inferior" erstmals urkundlich genannt                                                                                    |    | Weitere Bilder |
| Hinter der Mauer, vom Westertor zur Neutorstraße 51° 30′ 49″ N, 10° 15′ 25″ O            | Nördlicher Stadtmauerabschnitt | |    | BW             |
| Steinstraße, Auf dem Brast, vom Steintor bis zum Obertor 51° 30′ 42″ N, 10° 15′ 48″ O    | Östlicher Stadtmauerabschnitt  | |    | Weitere Bilder |
| Auf dem Brast 51° 30′ 43″ N, 10° 15′ 49″ O                                               | Krevethsturm                   | |    | Weitere Bilder |
| Hinter der Mauer, zwischen Steintorstraße und Bahnhofstraße 51° 30′ 39″ N, 10° 15′ 29″ O | Südlicher Stadtmauerabschnitt  | |    |                |
| Wall 51° 30′ 55″ N, 10° 15′ 12″ O                                                        | Wall                           | Wallanlage, mit zwei Teichen im Nordwesten und Südosten und dem Hartmannkanal im Süden Geschützt nach § 3(3) Grünanlage, Gewässer NDSchG |    | Weitere Bilder |

## Baudenkmale nach Straßen innerhalb des Walls

### Am Pferdeteich
Die Straße am Pferdeteich zweigt westlich des Westertors nördlich von der Westertorstraße ab. Sie ist von Vorstadtbebauung mit Sichtfachwerk geprägt.

| Lage                                             | Bezeichnung | Beschreibung | ID | Bild           |
| ------------------------------------------------ | ----------- | ------------ | -- | -------------- |
| Am Pferdeteich 1 51° 30′ 51″ N, 10° 15′ 20″ O    | Wohnhaus    |              |    | Weitere Bilder |
| Am Pferdeteich 2 51° 30′ 50″ N, 10° 15′ 21″ O    | Wohnhaus    |              |    | Weitere Bilder |
| Am Pferdeteich 3 51° 30′ 51″ N, 10° 15′ 20″ O    | Wohnhaus    |              |    | Weitere Bilder |
| Am Pferdeteich 4 51° 30′ 50″ N, 10° 15′ 21″ O    | Wohnhaus    |              |    | Weitere Bilder |
| Am Pferdeteich 5 51° 30′ 51″ N, 10° 15′ 20″ O    | Wohnhaus    |              |    | Weitere Bilder |
| Am Pferdeteich 6 51° 30′ 50″ N, 10° 15′ 22″ O    | Wohnhaus    |              |    | Weitere Bilder |
| Am Pferdeteich 7 51° 30′ 52″ N, 10° 15′ 20″ O    | Wohnhaus    |              |    | Weitere Bilder |
| Am Pferdeteich 8-12 51° 30′ 51″ N, 10° 15′ 22″ O | Wohnhaus    |              |    | Weitere Bilder |
| Am Pferdeteich 9 51° 30′ 52″ N, 10° 15′ 20″ O    | Wohnhaus    |              |    | Weitere Bilder |
| Am Pferdeteich 11 51° 30′ 52″ N, 10° 15′ 21″ O   | Wohnhaus    |              |    | Weitere Bilder |
| Am Pferdeteich 13 51° 30′ 52″ N, 10° 15′ 21″ O   | Wohnhaus    |              |    | Weitere Bilder |
| Am Pferdeteich 14 51° 30′ 51″ N, 10° 15′ 22″ O   | Wohnhaus    |              |    | Weitere Bilder |
| Am Pferdeteich 15 51° 30′ 52″ N, 10° 15′ 21″ O   | Wohnhaus    |              |    | Weitere Bilder |
| Am Pferdeteich 16 51° 30′ 51″ N, 10° 15′ 22″ O   | Wohnhaus    |              |    | Weitere Bilder |
| Am Pferdeteich 18 51° 30′ 51″ N, 10° 15′ 22″ O   | Wohnhaus    |              |    | Weitere Bilder |
| Am Pferdeteich 19 51° 30′ 53″ N, 10° 15′ 21″ O   | Wohnhaus    |              |    | Weitere Bilder |
| Am Pferdeteich 20 51° 30′ 51″ N, 10° 15′ 22″ O   | Wohnhaus    |              |    | Weitere Bilder |
| Am Pferdeteich 21 51° 30′ 53″ N, 10° 15′ 23″ O   | Wohnhaus    |              |    | Weitere Bilder |
| Am Pferdeteich 22 51° 30′ 52″ N, 10° 15′ 23″ O   | Wohnhaus    |              |    | Weitere Bilder |
| Am Pferdeteich 24 51° 30′ 52″ N, 10° 15′ 23″ O   | Wohnhaus    |              |    | Weitere Bilder |

### Apothekenstraße
| Lage                                             | Bezeichnung                                                 | Beschreibung | ID | Bild           |
| ------------------------------------------------ | ----------------------------------------------------------- | --- | -- | -------------- |
| Apothekenstraße 1 51° 30′ 42″ N, 10° 15′ 35″ O   | Wohn- und Geschäftshaus                                     | |    | Weitere Bilder |
| Apothekenstraße 2-4 51° 30′ 43″ N, 10° 15′ 34″ O | Wohn- und Geschäftshaus                                     | |    | Weitere Bilder |
| Apothekenstraße 3 51° 30′ 42″ N, 10° 15′ 36″ O   | Wohn- und Geschäftshaus                                     | |    | Weitere Bilder |
| Apothekenstraße 5 51° 30′ 41″ N, 10° 15′ 36″ O   | Wohn- und Geschäftshaus                                     | Bürgerhaus, dreigeschossiger stockwerksweise abgezimmerter Fachwerkbau, Erdgeschoß für modernenLadeneinbau entkernt                   |    | Weitere Bilder |
| Apothekenstraße 6 51° 30′ 43″ N, 10° 15′ 34″ O   | Wohn- und Geschäftshaus                                     | Bürgerhaus, dreigeschossiger stockwerksweise abgezimmerter Fachwerkbau, Erdgeschoß für modernen Ladeneinbau entkernt                  |    |                |
| Apothekenstraße 7 51° 30′ 41″ N, 10° 15′ 36″ O   | Wohn- und Geschäftshaus                                     | Bürgerhaus, dreigeschossiger stockwerksweise abgezimmerter Fachwerkbau in Ecklage, Erdgeschoß für modernen Ladeneinbau entkernt       |    |                |
| Apothekenstraße 8 51° 30′ 42″ N, 10° 15′ 35″ O   | Wohn- und Geschäftshaus                                     | |    |                |
| Apothekenstraße 9 51° 30′ 41″ N, 10° 15′ 36″ O   | Wohn- und Geschäftshaus                                     | |    |                |
| Apothekenstraße 10 51° 30′ 42″ N, 10° 15′ 35″ O  | Wohn- und Geschäftshaus                                     | Bürgerhaus, dreigeschossiger stockwerksweise abgezimmerter Fachwerkbau in Ecklage mit markantem Eckerker, bandartige Brüstungsplatten |    | Weitere Bilder |
| Apothekenstraße 11 51° 30′ 41″ N, 10° 15′ 36″ O  | Wohn- und Geschäftshaus, sogenanntes Dr. Kritter'sches Haus | |    | Weitere Bilder |
| Apothekenstraße 12 51° 30′ 41″ N, 10° 15′ 35″ O  | Wohn- und Geschäftshaus                                     | |    |                |
| Apothekenstraße 14 51° 30′ 41″ N, 10° 15′ 35″ O  | Wohn- und Geschäftshaus                                     | |    |                |
| Apothekenstraße 16 51° 30′ 41″ N, 10° 15′ 35″ O  | Wohn- und Geschäftshaus                                     | |    | Weitere Bilder |

### Auf dem Brast
| Lage                                            | Bezeichnung             | Beschreibung | ID | Bild           |
| ----------------------------------------------- | ----------------------- | ------------ | -- | -------------- |
| Apothekenstraße 16 51° 30′ 41″ N, 10° 15′ 34″ O | Wohn- und Geschäftshaus |              |    | Weitere Bilder |
| Auf dem Brast 2 51° 30′ 42″ N, 10° 15′ 44″ O    | Wohnhaus                |              |    |                |
| Auf dem Brast 4 51° 30′ 42″ N, 10° 15′ 44″ O    | Wohnhaus                |              |    |                |
| Auf dem Brast 6 51° 30′ 42″ N, 10° 15′ 45″ O    | Wohnhaus                |              |    |                |
| Auf dem Brast 8 51° 30′ 42″ N, 10° 15′ 45″ O    | Wohnhaus                |              |    |                |
| Auf dem Brast 12 51° 30′ 42″ N, 10° 15′ 45″ O   | Wohnhaus                |              |    |                |
| Auf dem Brast 14 51° 30′ 42″ N, 10° 15′ 46″ O   | Wohnhaus                |              |    |                |
| Auf dem Brast 16 51° 30′ 42″ N, 10° 15′ 46″ O   | Wohnhaus                |              |    |                |
| Auf dem Brast 18 51° 30′ 42″ N, 10° 15′ 47″ O   | Wohnhaus                |              |    |                |
| Auf dem Brast 20 51° 30′ 42″ N, 10° 15′ 47″ O   | Wohnhaus                |              |    |                |

### Auf der Spiegelbrücke
| Lage                                                  | Bezeichnung             | Beschreibung                                                                                           | ID       | Bild           |
| ----------------------------------------------------- | ----------------------- | --- | -------- | -------------- |
| Auf der Spiegelbrücke 1 51° 30′ 45″ N, 10° 15′ 24″ O  | Wohn- und Geschäftshaus | | 35182242 |                |
| Auf der Spiegelbrücke 2 51° 30′ 46″ N, 10° 15′ 25″ O  | Wohn- und Geschäftshaus | Bürgerhaus, dreigeschossiger Fachwerkbau mit Eckwalmdach, Erdgeschoß für modernen Ladeneinbau entkernt | 35182262 |                |
| Auf der Spiegelbrücke 3 51° 30′ 45″ N, 10° 15′ 24″ O  | Wohn- und Geschäftshaus | | 35182282 |                |
| Auf der Spiegelbrücke 4 51° 30′ 46″ N, 10° 15′ 24″ O  | Wohn- und Geschäftshaus | | 35182302 |                |
| Auf der Spiegelbrücke 5 51° 30′ 46″ N, 10° 15′ 23″ O  | Wohn- und Geschäftshaus | | 35182322 | Weitere Bilder |
| Auf der Spiegelbrücke 6 51° 30′ 46″ N, 10° 15′ 24″ O  | Wohn- und Geschäftshaus | | 35182342 |                |
| Auf der Spiegelbrücke 7 51° 30′ 46″ N, 10° 15′ 23″ O  | Wohn- und Geschäftshaus | | 35182362 | Weitere Bilder |
| Auf der Spiegelbrücke 8 51° 30′ 47″ N, 10° 15′ 24″ O  | Wohn- und Geschäftshaus | | 35182382 |                |
| Auf der Spiegelbrücke 9 51° 30′ 46″ N, 10° 15′ 23″ O  | Wohn- und Geschäftshaus | | 35182402 |                |
| Auf der Spiegelbrücke 10 51° 30′ 47″ N, 10° 15′ 24″ O | Wohn- und Geschäftshaus | | 35182422 |                |
| Auf der Spiegelbrücke 12 51° 30′ 48″ N, 10° 15′ 23″ O | Wohn- und Geschäftshaus | | 35182470 |                |
| Auf der Spiegelbrücke 13 51° 30′ 47″ N, 10° 15′ 22″ O | Wohn- und Geschäftshaus | | 35182490 |                |
| Auf der Spiegelbrücke 14 51° 30′ 48″ N, 10° 15′ 23″ O | Wohn- und Geschäftshaus | | 35182510 |                |
| Auf der Spiegelbrücke 15 51° 30′ 47″ N, 10° 15′ 22″ O | Wohn- und Geschäftshaus | | 35182530 |                |
| Auf der Spiegelbrücke 16 51° 30′ 48″ N, 10° 15′ 23″ O | Wohn- und Geschäftshaus | | 35182550 | Weitere Bilder |
| Auf der Spiegelbrücke 17 51° 30′ 48″ N, 10° 15′ 21″ O | Wohn- und Geschäftshaus | | 35182571 |                |
| Auf der Spiegelbrücke 18 51° 30′ 48″ N, 10° 15′ 22″ O | Stadtmauer              | | 35199005 |                |
| Auf der Spiegelbrücke 19 51° 30′ 48″ N, 10° 15′ 21″ O | Wohn- und Geschäftshaus | | 45143212 |                |

### Bahnhofstraße
Mit der Eröffnung der Bahnstrecke Duderstadt-Wulffen im Jahr 1889 wurde die Anbindung der Stadt an den Bahnhof durch die Bahnhofstraße realisiert.

| Lage                                              | Bezeichnung             | Beschreibung | ID       | Bild           |
| ------------------------------------------------- | ----------------------- | ------------ | -------- | -------------- |
| Bahnhofstraße 20 51° 30′ 36″ N, 10° 15′ 16″ O     | Wohnhaus/Geschäftshaus  |              | 35193840 |                |
| Bahnhofstraße 22 51° 30′ 37″ N, 10° 15′ 17″ O     | Wohnhaus                |              | 35193886 |                |
| Bahnhofstraße 23/23a 51° 30′ 37″ N, 10° 15′ 14″ O | Wohnhaus                |              | 35193908 |                |
| Bahnhofstraße 24 51° 30′ 37″ N, 10° 15′ 18″ O     | Wohn-/Geschäftshaus     |              | 35193931 | Weitere Bilder |
| Bahnhofstraße 25 51° 30′ 38″ N, 10° 15′ 16″ O     | Wohnhaus                |              | 35193953 |                |
| Bahnhofstraße 27 51° 30′ 38″ N, 10° 15′ 16″ O     | Wohn-/Geschäftshaus     |              | 35193998 |                |
| Bahnhofstraße 29 51° 30′ 38″ N, 10° 15′ 17″ O     | Wohnhaus                |              | 35194043 |                |
| Bahnhofstraße 31 51° 30′ 39″ N, 10° 15′ 18″ O     | Wohnhaus                |              | 35194087 |                |
| Bahnhofstraße 32 51° 30′ 39″ N, 10° 15′ 21″ O     | Verwaltungsgebäude      |              | 35194109 |                |
| Bahnhofstraße 33 51° 30′ 40″ N, 10° 15′ 19″ O     | Wohnhaus                |              | 35194131 |                |
| Bahnhofstraße 34 51° 30′ 40″ N, 10° 15′ 22″ O     | Geschäftshaus           |              | 35182611 |                |
| Bahnhofstraße 38 51° 30′ 41″ N, 10° 15′ 23″ O     | Wohn- und Geschäftshaus |              | 35182652 |                |
| Bahnhofstraße 42 51° 30′ 42″ N, 10° 15′ 24″ O     | Wohn- und Geschäftshaus |              | 35182735 |                |
| Bahnhofstraße 43 51° 30′ 42″ N, 10° 15′ 23″ O     | Wohn- und Geschäftshaus |              | 35182755 |                |
| Bahnhofstraße 45 51° 30′ 43″ N, 10° 15′ 24″ O     | Wohn- und Geschäftshaus |              | 35182775 |                |

### Bei der Oberkirche
| Lage                                                         | Bezeichnung           | Beschreibung | ID | Bild           |
| ------------------------------------------------------------ | --------------------- | --- | -- | -------------- |
| Bei der Oberkirche 2 51° 30′ 44″ N, 10° 15′ 50″ O            | Verwaltungsbau        | Pfarrzentrum der St.-Cyriakus-Kirche; Westteil erbaut 1727, Ostteil erbaut 1667 von Kommissarius Herwig Böning als Gymnasium                          |    | Weitere Bilder |
| Bei der Oberkirche 3 51° 30′ 45″ N, 10° 15′ 52″ O            | Museum                | Ehemalige städtische Knabenschule, seit 1932 Heimatmuseum                                                                                             |    | Weitere Bilder |
| Bei der Oberkirche 4 51° 30′ 46″ N, 10° 15′ 52″ O            | Wohnhaus              | |    | Weitere Bilder |
| Bei der Oberkirche 5 51° 30′ 46″ N, 10° 15′ 52″ O            | Wohnhaus              | |    | Weitere Bilder |
| Bei der Oberkirche 6 51° 30′ 46″ N, 10° 15′ 52″ O            | Wohnhaus              | |    | Weitere Bilder |
| Bei der Oberkirche 7 51° 30′ 46″ N, 10° 15′ 52″ O            | Wohnhaus              | |    | Weitere Bilder |
| Bei der Oberkirche 8 51° 30′ 46″ N, 10° 15′ 52″ O            | Wohnhaus              | |    | Weitere Bilder |
| Bei der Oberkirche 9 51° 30′ 47″ N, 10° 15′ 52″ O            | Wohnhaus, Küsterhaus  | |    | Weitere Bilder |
| Bei der Oberkirche, Marktstraße 51° 30′ 46″ N, 10° 15′ 50″ O | Basilika St. Cyriakus | Katholische Hauptkirche von Duderstadt im Rang einer Basilica Minor. Kostbarstes Stück des Kirchenschatzes von St. Cyriakus ist das Nordhäuser Kreuz. |    | Weitere Bilder |

### Börsengasse
| Lage                                       | Bezeichnung                         | Beschreibung                                              | ID       | Bild           |
| ------------------------------------------ | ----------------------------------- | --------------------------------------------------------- | -------- | -------------- |
| Börsengasse 1 51° 30′ 47″ N, 10° 15′ 34″ O |                                     |                                                           |          |                |
| Börsengasse 51° 30′ 47″ N, 10° 15′ 35″ O   | Einfriedung                         |                                                           | 44413800 | BW             |
| Börsengasse 3 51° 30′ 47″ N, 10° 15′ 34″ O |                                     |                                                           |          |                |
| Börsengasse 5 51° 30′ 47″ N, 10° 15′ 34″ O | Ehemaliges Gildenhaus der Kaufleute | dazu gehört der einzeln ausgewiesene Keller (ID 44475518) |          | Weitere Bilder |

### Christian-Blank-Straße
| Lage                                                     | Bezeichnung                              | Beschreibung | ID | Bild           |
| -------------------------------------------------------- | ---------------------------------------- | ------------ | -- | -------------- |
| Christian-Blank-Straße 1 51° 30′ 53″ N, 10° 15′ 24″ O    | Ehemalige Hauptschule, jetzt Stadtarchiv |              |    |                |
| Christian-Blank-Straße 2 51° 30′ 52″ N, 10° 15′ 23″ O    | Wohnhaus                                 |              |    |                |
| Christian-Blank-Straße 3 51° 30′ 53″ N, 10° 15′ 25″ O    | Wohnhaus                                 |              |    |                |
| Christian-Blank-Straße 4 51° 30′ 52″ N, 10° 15′ 24″ O    | Wohnhaus                                 |              |    |                |
| Christian-Blank-Straße 5, 7 51° 30′ 53″ N, 10° 15′ 26″ O | Wohnhaus                                 |              |    |                |
| Christian-Blank-Straße 6 51° 30′ 52″ N, 10° 15′ 25″ O    | Wohnhaus                                 |              |    |                |
| Christian-Blank-Straße 8 51° 30′ 52″ N, 10° 15′ 26″ O    | Wohnhaus                                 |              |    |                |
| Christian-Blank-Straße 9 51° 30′ 53″ N, 10° 15′ 27″ O    | Ehemalige Gartenwirtschaft               |              |    | Weitere Bilder |
| Christian-Blank-Straße 11 51° 30′ 53″ N, 10° 15′ 29″ O   | Wohnhaus                                 |              |    | Weitere Bilder |
| Christian-Blank-Straße 13 51° 30′ 54″ N, 10° 15′ 32″ O   | Wohnhaus                                 |              |    |                |
| Christian-Blank-Straße 16 51° 30′ 52″ N, 10° 15′ 30″ O   | Ehemaliges Laurentiusstift               |              |    |                |
| Christian-Blank-Straße 18 51° 30′ 53″ N, 10° 15′ 31″ O   | Wohnhaus                                 |              |    |                |
| Christian-Blank-Straße 25 51° 30′ 55″ N, 10° 15′ 38″ O   | Wohnhaus                                 |              |    |                |
| Christian-Blank-Straße 27 51° 30′ 55″ N, 10° 15′ 38″ O   | Wohnhaus                                 |              |    | Weitere Bilder |

### Haberstraße
| Lage                                        | Bezeichnung | Beschreibung | ID | Bild           |
| ------------------------------------------- | ----------- | ------------ | -- | -------------- |
| Haberstraße 6 51° 30′ 41″ N, 10° 15′ 24″ O  | Wohnhaus    |              |    |                |
| Haberstraße 8 51° 30′ 41″ N, 10° 15′ 24″ O  | Wohnhaus    |              |    | Weitere Bilder |
| Haberstraße 9 51° 30′ 41″ N, 10° 15′ 26″ O  | Wohnhaus    |              |    | Weitere Bilder |
| Haberstraße 10 51° 30′ 40″ N, 10° 15′ 24″ O | Wohnhaus    |              |    |                |
| Haberstraße 11 51° 30′ 41″ N, 10° 15′ 26″ O | Wohnhaus    |              |    |                |
| Haberstraße 12 51° 30′ 40″ N, 10° 15′ 25″ O | Wohnhaus    |              |    |                |
| Haberstraße 13 51° 30′ 41″ N, 10° 15′ 27″ O | Wohnhaus    |              |    |                |
| Haberstraße 14 51° 30′ 40″ N, 10° 15′ 25″ O | Wohnhaus    |              |    |                |
| Haberstraße 16 51° 30′ 40″ N, 10° 15′ 25″ O | Wohnhaus    |              |    |                |
| Haberstraße 17 51° 30′ 41″ N, 10° 15′ 29″ O | Wohnhaus    |              |    |                |
| Haberstraße 18 51° 30′ 40″ N, 10° 15′ 26″ O | Wohnhaus    |              |    |                |
| Haberstraße 19 51° 30′ 41″ N, 10° 15′ 29″ O | Wohnhaus    |              |    |                |
| Haberstraße 20 51° 30′ 40″ N, 10° 15′ 26″ O | Wohnhaus    |              |    |                |
| Haberstraße 21 51° 30′ 41″ N, 10° 15′ 30″ O | Wohnhaus    |              |    |                |
| Haberstraße 22 51° 30′ 40″ N, 10° 15′ 26″ O | Wohnhaus    |              |    |                |
| Haberstraße 23 51° 30′ 41″ N, 10° 15′ 30″ O | Wohnhaus    |              |    |                |
| Haberstraße 24 51° 30′ 40″ N, 10° 15′ 27″ O | Wohnhaus    |              |    |                |
| Haberstraße 26 51° 30′ 40″ N, 10° 15′ 27″ O | Wohnhaus    |              |    |                |
| Haberstraße 28 51° 30′ 40″ N, 10° 15′ 28″ O | Wohnhaus    |              |    |                |
| Haberstraße 30 51° 30′ 40″ N, 10° 15′ 28″ O | Wohnhaus    |              |    |                |
| Haberstraße 32 51° 30′ 40″ N, 10° 15′ 29″ O | Wohnhaus    |              |    |                |
| Haberstraße 33 51° 30′ 41″ N, 10° 15′ 33″ O | Wohnhaus    |              |    |                |
| Haberstraße 34 51° 30′ 40″ N, 10° 15′ 29″ O | Wohnhaus    |              |    |                |
| Haberstraße 36 51° 30′ 40″ N, 10° 15′ 29″ O | Wohnhaus    |              |    |                |
| Haberstraße 37 51° 30′ 40″ N, 10° 15′ 34″ O | Wohnhaus    |              |    |                |
| Haberstraße 38 51° 30′ 40″ N, 10° 15′ 30″ O | Wohnhaus    |              |    |                |
| Haberstraße 39 51° 30′ 40″ N, 10° 15′ 35″ O | Wohnhaus    |              |    |                |
| Haberstraße 40 51° 30′ 40″ N, 10° 15′ 30″ O | Wohnhaus    |              |    |                |
| Haberstraße 42 51° 30′ 40″ N, 10° 15′ 30″ O | Wohnhaus    |              |    |                |
| Haberstraße 44 51° 30′ 40″ N, 10° 15′ 31″ O | Wohnhaus    |              |    |                |
| Haberstraße 46 51° 30′ 40″ N, 10° 15′ 31″ O | Wohnhaus    |              |    |                |
| Haberstraße 48 51° 30′ 40″ N, 10° 15′ 32″ O | Wohnhaus    |              |    |                |
| Haberstraße 50 51° 30′ 40″ N, 10° 15′ 32″ O | Wohnhaus    |              |    |                |
| Haberstraße 52 51° 30′ 40″ N, 10° 15′ 33″ O | Wohnhaus    |              |    |                |
| Haberstraße 54 51° 30′ 40″ N, 10° 15′ 33″ O | Wohnhaus    |              |    |                |
| Haberstraße 56 51° 30′ 40″ N, 10° 15′ 34″ O | Wohnhaus    |              |    |                |
| Haberstraße 60 51° 30′ 40″ N, 10° 15′ 35″ O | Wohnhaus    |              |    |                |

### Hinterstraße
| Lage                                         | Bezeichnung | Beschreibung | ID | Bild |
| -------------------------------------------- | ----------- | --- | -- | ---- |
| Hinterstraße 1 51° 30′ 48″ N, 10° 15′ 25″ O  | Wohnhaus    | |    |      |
| Hinterstraße 3 51° 30′ 48″ N, 10° 15′ 25″ O  | Wohnhaus    | |    |      |
| Hinterstraße 5 51° 30′ 48″ N, 10° 15′ 25″ O  | Wohnhaus    | |    |      |
| Hinterstraße 7 51° 30′ 48″ N, 10° 15′ 26″ O  | Wohnhaus    | |    |      |
| Hinterstraße 9 51° 30′ 48″ N, 10° 15′ 26″ O  | Wohnhaus    | |    |      |
| Hinterstraße 11 51° 30′ 48″ N, 10° 15′ 27″ O | Wohnhaus    | |    |      |
| Hinterstraße 13 51° 30′ 48″ N, 10° 15′ 27″ O | Wohnhaus    | |    |      |
| Hinterstraße 15 51° 30′ 48″ N, 10° 15′ 27″ O | Wohnhaus    | |    |      |
| Hinterstraße 17 51° 30′ 48″ N, 10° 15′ 27″ O | Wohnhaus    | |    |      |
| Hinterstraße 20 51° 30′ 47″ N, 10° 15′ 29″ O | Wohnhaus    | |    |      |
| Hinterstraße 21 51° 30′ 48″ N, 10° 15′ 28″ O | Wohnhaus    | |    |      |
| Hinterstraße 25 51° 30′ 48″ N, 10° 15′ 29″ O | Wohnhaus    | |    |      |
| Hinterstraße 26 51° 30′ 47″ N, 10° 15′ 30″ O | Wohnhaus    | |    |      |
| Hinterstraße 27 51° 30′ 48″ N, 10° 15′ 30″ O | Wohnhaus    | |    |      |
| Hinterstraße 28 51° 30′ 48″ N, 10° 15′ 31″ O | Wohnhaus    | |    |      |
| Hinterstraße 29 51° 30′ 48″ N, 10° 15′ 30″ O | Wohnhaus    | |    |      |
| Hinterstraße 30 51° 30′ 48″ N, 10° 15′ 32″ O | Wohnhaus    | |    |      |
| Hinterstraße 31 51° 30′ 48″ N, 10° 15′ 31″ O | Wohnhaus    | |    |      |
| Hinterstraße 32 51° 30′ 48″ N, 10° 15′ 32″ O | Wohnhaus    | |    |      |
| Hinterstraße 33 51° 30′ 48″ N, 10° 15′ 32″ O | Amtsgericht | Ehemaliger Pöhlder Hof. Der Konvent des Klosters Pöhlde siedelte nach der Reformation 1532 in den Duderstädter Klosterhof über. Der Vorgängerbau brannte 1720 ab, 1727 wurde das heutige dreigeschossige Fachwerkgebäude errichtet, in dem sich heute das Amtsgericht befindet. Im hinteren Bereich sind Reste einer aus Sandsteinquadern errichteten Scheune erhalten. |    |      |
| Hinterstraße 34 51° 30′ 48″ N, 10° 15′ 32″ O | Wohnhaus    | |    |      |
| Hinterstraße 35 51° 30′ 48″ N, 10° 15′ 33″ O | Wohnhaus    | |    |      |
| Hinterstraße 36 51° 30′ 48″ N, 10° 15′ 33″ O | Wohnhaus    | |    |      |
| Hinterstraße 37 51° 30′ 48″ N, 10° 15′ 34″ O | Wohnhaus    | |    |      |
| Hinterstraße 38 51° 30′ 48″ N, 10° 15′ 33″ O | Wohnhaus    | |    |      |
| Hinterstraße 39 51° 30′ 48″ N, 10° 15′ 34″ O | Wohnhaus    | |    |      |
| Hinterstraße 40 51° 30′ 48″ N, 10° 15′ 34″ O | Wohnhaus    | |    |      |
| Hinterstraße 41 51° 30′ 48″ N, 10° 15′ 34″ O | Wohnhaus    | |    |      |
| Hinterstraße 43 51° 30′ 48″ N, 10° 15′ 35″ O | Wohnhaus    | |    |      |
| Hinterstraße 44 51° 30′ 48″ N, 10° 15′ 34″ O | Wohnhaus    | |    |      |
| Hinterstraße 45 51° 30′ 48″ N, 10° 15′ 35″ O | Wohnhaus    | |    |      |
| Hinterstraße 46 51° 30′ 48″ N, 10° 15′ 35″ O | Wohnhaus    | |    |      |
| Hinterstraße 47 51° 30′ 48″ N, 10° 15′ 35″ O | Wohnhaus    | |    |      |
| Hinterstraße 48 51° 30′ 48″ N, 10° 15′ 35″ O | Wohnhaus    | |    |      |
| Hinterstraße 49 51° 30′ 48″ N, 10° 15′ 36″ O | Wohnhaus    | |    |      |
| Hinterstraße 50 51° 30′ 48″ N, 10° 15′ 36″ O | Wohnhaus    | |    |      |
| Hinterstraße 51 51° 30′ 48″ N, 10° 15′ 36″ O | Wohnhaus    | |    |      |
| Hinterstraße 53 51° 30′ 48″ N, 10° 15′ 37″ O | Wohnhaus    | |    |      |
| Hinterstraße 54 51° 30′ 48″ N, 10° 15′ 37″ O | Wohnhaus    | |    |      |
| Hinterstraße 55 51° 30′ 48″ N, 10° 15′ 37″ O | Wohnhaus    | |    |      |
| Hinterstraße 56 51° 30′ 48″ N, 10° 15′ 37″ O | Wohnhaus    | |    |      |
| Hinterstraße 57 51° 30′ 49″ N, 10° 15′ 40″ O | Wohnhaus    | |    |      |
| Hinterstraße 58 51° 30′ 48″ N, 10° 15′ 37″ O | Wohnhaus    | |    |      |
| Hinterstraße 59 51° 30′ 49″ N, 10° 15′ 41″ O | Wohnhaus    | |    |      |
| Hinterstraße 60 51° 30′ 48″ N, 10° 15′ 41″ O | Wohnhaus    | |    |      |
| Hinterstraße 61 51° 30′ 49″ N, 10° 15′ 41″ O | Wohnhaus    | |    |      |
| Hinterstraße 62 51° 30′ 48″ N, 10° 15′ 42″ O | Wohnhaus    | |    |      |
| Hinterstraße 63 51° 30′ 49″ N, 10° 15′ 41″ O | Wohnhaus    | |    |      |
| Hinterstraße 64 51° 30′ 48″ N, 10° 15′ 42″ O | Wohnhaus    | |    |      |
| Hinterstraße 65 51° 30′ 49″ N, 10° 15′ 42″ O | Wohnhaus    | |    |      |
| Hinterstraße 67 51° 30′ 49″ N, 10° 15′ 42″ O | Wohnhaus    | |    |      |
| Hinterstraße 68 51° 30′ 51″ N, 10° 15′ 44″ O | Wohnhaus    | |    |      |
| Hinterstraße 69 51° 30′ 49″ N, 10° 15′ 43″ O | Wohnhaus    | |    |      |
| Hinterstraße 70 51° 30′ 48″ N, 10° 15′ 44″ O | Wohnhaus    | |    |      |
| Hinterstraße 71 51° 30′ 49″ N, 10° 15′ 44″ O | Wohnhaus    | |    |      |
| Hinterstraße 72 51° 30′ 48″ N, 10° 15′ 44″ O | Wohnhaus    | |    |      |
| Hinterstraße 73 51° 30′ 49″ N, 10° 15′ 44″ O | Wohnhaus    | Zweistöckiges traufständiges Fachwerkhaus mit Brüstungsplatten, erbaut 1600 |    |      |
| Hinterstraße 74 51° 30′ 48″ N, 10° 15′ 45″ O | Wohnhaus    | |    |      |
| Hinterstraße 75 51° 30′ 49″ N, 10° 15′ 44″ O | Wohnhaus    | Ältestes Haus im Ensemble Hinterstraße, erbaut um 1500 mit niedrigem Zwischengeschoss und starker Vorkragung des Oberstocks |    |      |
| Hinterstraße 76 51° 30′ 48″ N, 10° 15′ 45″ O | Wohnhaus    | |    |      |
| Hinterstraße 77 51° 30′ 49″ N, 10° 15′ 45″ O | Wohnhaus    | Dreistöckiges traufständiges Fachwerkhaus mit leichter Vorkragung, erbaut 1734 |    |      |
| Hinterstraße 78 51° 30′ 48″ N, 10° 15′ 46″ O | Wohnhaus    | |    |      |
| Hinterstraße 79 51° 30′ 49″ N, 10° 15′ 45″ O | Wohnhaus    | Dreistöckiges traufständiges Fachwerkhaus mit Vorkragung, im oberen Teil von Volutenknaggen gestützt, erbaut 1663 |    |      |
| Hinterstraße 80 51° 30′ 48″ N, 10° 15′ 46″ O | Wohnhaus    | |    |      |
| Hinterstraße 81 51° 30′ 49″ N, 10° 15′ 46″ O | Wohnhaus    | |    |      |
| Hinterstraße 83 51° 30′ 49″ N, 10° 15′ 46″ O | Wohnhaus    | |    |      |
| Hinterstraße 85 51° 30′ 49″ N, 10° 15′ 47″ O | Wohnhaus    | |    |      |
| Hinterstraße 87 51° 30′ 49″ N, 10° 15′ 47″ O | Wohnhaus    | |    |      |
| Hinterstraße 89 51° 30′ 49″ N, 10° 15′ 48″ O | Wohnhaus    | |    |      |
| Hinterstraße 91 51° 30′ 49″ N, 10° 15′ 48″ O | Wohnhaus    | |    |      |

### In der Karre
| Lage                                        | Bezeichnung | Beschreibung | ID | Bild |
| ------------------------------------------- | ----------- | ------------ | -- | ---- |
| In der Karre 1 51° 30′ 48″ N, 10° 15′ 53″ O | Wohnhaus    |              |    |      |
| In der Karre 3 51° 30′ 48″ N, 10° 15′ 53″ O | Wohnhaus    |              |    |      |
| In der Karre 5 51° 30′ 49″ N, 10° 15′ 53″ O | Wohnhaus    |              |    |      |

### Jüdenstraße
| Lage                                           | Bezeichnung | Beschreibung | ID | Bild           |
| ---------------------------------------------- | ----------- | ------------ | -- | -------------- |
| Jüdenstraße 1 51° 30′ 46″ N, 10° 15′ 39″ O     | Wohnhaus    |              |    |                |
| Jüdenstraße 2 51° 30′ 46″ N, 10° 15′ 40″ O     | Wohnhaus    |              |    |                |
| Jüdenstraße 3 51° 30′ 46″ N, 10° 15′ 39″ O     | Wohnhaus    |              |    |                |
| Jüdenstraße 4 51° 30′ 46″ N, 10° 15′ 40″ O     | Wohnhaus    |              |    |                |
| Jüdenstraße 5 51° 30′ 46″ N, 10° 15′ 39″ O     | Wohnhaus    |              |    |                |
| Jüdenstraße 6 51° 30′ 46″ N, 10° 15′ 40″ O     | Wohnhaus    |              |    |                |
| Jüdenstraße 7 51° 30′ 47″ N, 10° 15′ 39″ O     | Wohnhaus    |              |    |                |
| Jüdenstraße 8 51° 30′ 47″ N, 10° 15′ 40″ O     | Wohnhaus    |              |    |                |
| Jüdenstraße 9 51° 30′ 47″ N, 10° 15′ 39″ O     | Wohnhaus    |              |    |                |
| Jüdenstraße 10 51° 30′ 47″ N, 10° 15′ 40″ O    | Wohnhaus    |              |    |                |
| Jüdenstraße 11 51° 30′ 47″ N, 10° 15′ 39″ O    | Wohnhaus    |              |    |                |
| Jüdenstraße 12 51° 30′ 47″ N, 10° 15′ 40″ O    | Wohnhaus    |              |    |                |
| Jüdenstraße 13 51° 30′ 47″ N, 10° 15′ 39″ O    | Wohnhaus    |              |    |                |
| Jüdenstraße 14 51° 30′ 48″ N, 10° 15′ 40″ O    | Wohnhaus    |              |    |                |
| Jüdenstraße 15 51° 30′ 48″ N, 10° 15′ 39″ O    | Wohnhaus    |              |    | Weitere Bilder |
| Jüdenstraße 16 51° 30′ 48″ N, 10° 15′ 40″ O    | Wohnhaus    |              |    |                |
| Jüdenstraße 17 51° 30′ 48″ N, 10° 15′ 39″ O    | Wohnhaus    |              |    |                |
| Jüdenstraße 18 51° 30′ 49″ N, 10° 15′ 40″ O    | Wohnhaus    |              |    |                |
| Jüdenstraße 19 51° 30′ 49″ N, 10° 15′ 38″ O    | Postamt     |              |    | Weitere Bilder |
| Jüdenstraße 20 51° 30′ 49″ N, 10° 15′ 40″ O    | Wohnhaus    |              |    |                |
| Jüdenstraße 21-23 51° 30′ 49″ N, 10° 15′ 39″ O | Wohnhaus    |              |    |                |
| Jüdenstraße 22 51° 30′ 49″ N, 10° 15′ 40″ O    | Wohnhaus    |              |    |                |
| Jüdenstraße 24 51° 30′ 50″ N, 10° 15′ 40″ O    | Wohnhaus    |              |    |                |
| Jüdenstraße 25 51° 30′ 50″ N, 10° 15′ 39″ O    | Wohnhaus    |              |    | Weitere Bilder |
| Jüdenstraße 26 51° 30′ 50″ N, 10° 15′ 40″ O    | Wohnhaus    |              |    |                |
| Jüdenstraße 27 51° 30′ 50″ N, 10° 15′ 39″ O    | Wohnhaus    |              |    | Weitere Bilder |
| Jüdenstraße 28 51° 30′ 50″ N, 10° 15′ 40″ O    | Wohnhaus    |              |    |                |
| Jüdenstraße 29 51° 30′ 50″ N, 10° 15′ 39″ O    | Wohnhaus    |              |    |                |

### Kardinal-Kopp-Straße
| Lage                                                 | Bezeichnung          | Beschreibung | ID | Bild |
| ---------------------------------------------------- | -------------------- | --- | -- | ---- |
| Kardinal-Kopp-Straße 1 51° 30′ 55″ N, 10° 15′ 41″ O  | Wohnhaus mit Scheune | |    |      |
| Kardinal-Kopp-Straße 13 51° 30′ 55″ N, 10° 15′ 48″ O | Wohnhaus             | |    |      |
| Kardinal-Kopp-Straße 15 51° 30′ 54″ N, 10° 15′ 49″ O | Wohnhaus             | |    |      |
| Kardinal-Kopp-Straße 31 51° 30′ 52″ N, 10° 15′ 57″ O | Schule               | Ehem. bischöfliches Gymnasialkonvikt Georgianum, erbaut 1905/06 nach Plänen von H. Stübe (Hildesheim) durch Maurermeister F. Borchard, Innenausbau 1907/08 abgeschlossen |    |      |

### Kunnegasse
| Lage                                      | Bezeichnung | Beschreibung | ID | Bild |
| ----------------------------------------- | ----------- | ------------ | -- | ---- |
| Kunnegasse 1 51° 30′ 53″ N, 10° 15′ 23″ O | Wohnhaus    |              |    |      |

### Kurze Straße
| Lage                                         | Bezeichnung | Beschreibung | ID | Bild           |
| -------------------------------------------- | ----------- | ------------ | -- | -------------- |
| Kurze Straße 13 51° 30′ 42″ N, 10° 15′ 32″ O | Wohnhaus    |              |    | Weitere Bilder |
| Kurze Straße 14 51° 30′ 42″ N, 10° 15′ 31″ O | Wohnhaus    |              |    |                |
| Kurze Straße 15 51° 30′ 42″ N, 10° 15′ 33″ O | Wohnhaus    |              |    |                |
| Kurze Straße 18 51° 30′ 42″ N, 10° 15′ 32″ O | Wohnhaus    |              |    |                |
| Kurze Straße 19 51° 30′ 42″ N, 10° 15′ 34″ O | Wohnhaus    |              |    |                |
| Kurze Straße 20 51° 30′ 42″ N, 10° 15′ 32″ O | Wohnhaus    |              |    |                |
| Kurze Straße 22 51° 30′ 42″ N, 10° 15′ 33″ O | Wohnhaus    |              |    |                |
| Kurze Straße 24 51° 30′ 42″ N, 10° 15′ 33″ O | Wohnhaus    |              |    |                |
| Kurze Straße 26 51° 30′ 42″ N, 10° 15′ 34″ O | Wohnhaus    |              |    |                |
| Kurze Straße 28 51° 30′ 42″ N, 10° 15′ 34″ O | Wohnhaus    |              |    |                |

### Marktstraße
| Lage                                         | Bezeichnung                       | Beschreibung | ID | Bild           |
| -------------------------------------------- | --------------------------------- | --- | -- | -------------- |
| Marktstraße 51° 30′ 44″ N, 10° 15′ 42″ O     | Mariensäule                       | Postament mit dreistufigem Unterbau, 6 Meter hohe schlanke Säule, Kompositkapitell, Figur der Gottesmutter mit Kind |    | Weitere Bilder |
| Marktstraße 51° 30′ 44″ N, 10° 15′ 27″ O     | Evangelische Kirche St. Servatius | |    | Weitere Bilder |
| Marktstraße 1 51° 30′ 43″ N, 10° 15′ 24″ O   | Wohn- und Geschäftshaus           | |    |                |
| Marktstraße 3 51° 30′ 43″ N, 10° 15′ 24″ O   | Wohn- und Geschäftshaus           | |    |                |
| Marktstraße 5 51° 30′ 44″ N, 10° 15′ 24″ O   | Wohn- und Geschäftshaus           | |    |                |
| Marktstraße 6 51° 30′ 43″ N, 10° 15′ 26″ O   | Wohn- und Geschäftshaus           | |    |                |
| Marktstraße 7 51° 30′ 44″ N, 10° 15′ 24″ O   | Wohn- und Geschäftshaus           | |    |                |
| Marktstraße 8 51° 30′ 43″ N, 10° 15′ 27″ O   | Wohn- und Geschäftshaus           | |    |                |
| Marktstraße 9 51° 30′ 44″ N, 10° 15′ 24″ O   | Wohn- und Geschäftshaus           | |    |                |
| Marktstraße 10 51° 30′ 43″ N, 10° 15′ 27″ O  | Wohn- und Geschäftshaus           | |    |                |
| Marktstraße 11 51° 30′ 44″ N, 10° 15′ 24″ O  | Wohn- und Geschäftshaus           | |    |                |
| Marktstraße 12 51° 30′ 43″ N, 10° 15′ 27″ O  | Wohn- und Geschäftshaus           | |    |                |
| Marktstraße 13 51° 30′ 45″ N, 10° 15′ 24″ O  | Wohn- und Geschäftshaus           | |    |                |
| Marktstraße 14 51° 30′ 43″ N, 10° 15′ 28″ O  | Wohn- und Geschäftshaus           | |    |                |
| Marktstraße 15 51° 30′ 46″ N, 10° 15′ 25″ O  | Wohn- und Geschäftshaus           | |    |                |
| Marktstraße 17 51° 30′ 45″ N, 10° 15′ 25″ O  | Wohn- und Geschäftshaus           | |    |                |
| Marktstraße 18 51° 30′ 43″ N, 10° 15′ 29″ O  | Wohn- und Geschäftshaus           | |    |                |
| Marktstraße 19 51° 30′ 45″ N, 10° 15′ 26″ O  | Wohn- und Geschäftshaus           | |    |                |
| Marktstraße 20 51° 30′ 43″ N, 10° 15′ 29″ O  | Hotel zur Tanne                   | |    |                |
| Marktstraße 22 51° 30′ 44″ N, 10° 15′ 30″ O  | Wohn- und Geschäftshaus           | |    |                |
| Marktstraße 24 51° 30′ 44″ N, 10° 15′ 30″ O  | Wohn- und Geschäftshaus           | |    |                |
| Marktstraße 26 51° 30′ 44″ N, 10° 15′ 31″ O  | Wohn- und Geschäftshaus           | |    |                |
| Marktstraße 27 51° 30′ 45″ N, 10° 15′ 28″ O  | Wohn- und Geschäftshaus           | |    |                |
| Marktstraße 28 51° 30′ 44″ N, 10° 15′ 31″ O  | Wohn- und Geschäftshaus           | |    |                |
| Marktstraße 29 51° 30′ 45″ N, 10° 15′ 28″ O  | Wohn- und Geschäftshaus           | |    |                |
| Marktstraße 30 51° 30′ 44″ N, 10° 15′ 31″ O  | Wohn- und Geschäftshaus           | |    |                |
| Marktstraße 31 51° 30′ 45″ N, 10° 15′ 29″ O  | Wohn- und Geschäftshaus           | |    |                |
| Marktstraße 32 51° 30′ 44″ N, 10° 15′ 32″ O  | Wohn- und Geschäftshaus           | |    |                |
| Marktstraße 34 51° 30′ 44″ N, 10° 15′ 32″ O  | Wohn- und Geschäftshaus           | |    |                |
| Marktstraße 35 51° 30′ 45″ N, 10° 15′ 30″ O  | Wohn- und Geschäftshaus           | |    |                |
| Marktstraße 36 51° 30′ 44″ N, 10° 15′ 33″ O  | Wohn- und Geschäftshaus           | |    |                |
| Marktstraße 37 51° 30′ 45″ N, 10° 15′ 30″ O  | Wohn- und Geschäftshaus           | |    |                |
| Marktstraße 38 51° 30′ 44″ N, 10° 15′ 34″ O  | Wohn- und Geschäftshaus           | |    | Weitere Bilder |
| Marktstraße 39 51° 30′ 45″ N, 10° 15′ 31″ O  | Wohn- und Geschäftshaus           | |    |                |
| Marktstraße 42 51° 30′ 44″ N, 10° 15′ 34″ O  | Wohn- und Geschäftshaus           | |    |                |
| Marktstraße 43 51° 30′ 45″ N, 10° 15′ 32″ O  | Wohn- und Geschäftshaus           | |    |                |
| Marktstraße 44 51° 30′ 44″ N, 10° 15′ 35″ O  | Wohn- und Geschäftshaus           | |    |                |
| Marktstraße 45 51° 30′ 45″ N, 10° 15′ 33″ O  | Wohn- und Geschäftshaus           | |    |                |
| Marktstraße 46 51° 30′ 44″ N, 10° 15′ 35″ O  | Wohn- und Geschäftshaus           | |    |                |
| Marktstraße 48 51° 30′ 44″ N, 10° 15′ 36″ O  | Wohn- und Geschäftshaus           | |    |                |
| Marktstraße 49 51° 30′ 45″ N, 10° 15′ 34″ O  | Wohn- und Geschäftshaus           | |    |                |
| Marktstraße 50 51° 30′ 44″ N, 10° 15′ 36″ O  | Wohn- und Geschäftshaus           | |    |                |
| Marktstraße 51 51° 30′ 45″ N, 10° 15′ 34″ O  | Wohn- und Geschäftshaus           | |    |                |
| Marktstraße 52 51° 30′ 44″ N, 10° 15′ 36″ O  | Wohn- und Geschäftshaus           | |    |                |
| Marktstraße 53 51° 30′ 45″ N, 10° 15′ 35″ O  | Wohn- und Geschäftshaus           | |    |                |
| Marktstraße 54 51° 30′ 44″ N, 10° 15′ 37″ O  | Wohn- und Geschäftshaus           | |    |                |
| Marktstraße 55 51° 30′ 45″ N, 10° 15′ 36″ O  | Wohn- und Geschäftshaus           | |    |                |
| Marktstraße 56 51° 30′ 44″ N, 10° 15′ 37″ O  | Wohn- und Geschäftshaus           | |    |                |
| Marktstraße 57 51° 30′ 45″ N, 10° 15′ 36″ O  | Wohn- und Geschäftshaus           | |    |                |
| Marktstraße 58 51° 30′ 44″ N, 10° 15′ 38″ O  | Wohn- und Geschäftshaus           | |    |                |
| Marktstraße 59 51° 30′ 45″ N, 10° 15′ 36″ O  | Wohn- und Geschäftshaus           | |    |                |
| Marktstraße 60 51° 30′ 44″ N, 10° 15′ 38″ O  | Wohn- und Geschäftshaus           | |    |                |
| Marktstraße 61 51° 30′ 45″ N, 10° 15′ 37″ O  | Wohn- und Geschäftshaus           | |    |                |
| Marktstraße 62 51° 30′ 44″ N, 10° 15′ 39″ O  | Wohn- und Geschäftshaus           | |    |                |
| Marktstraße 64 51° 30′ 44″ N, 10° 15′ 39″ O  | Wohn- und Geschäftshaus           | |    | Weitere Bilder |
| Marktstraße 66 51° 30′ 44″ N, 10° 15′ 40″ O  | Rathaus                           | |    | Weitere Bilder |
| Marktstraße 68 51° 30′ 44″ N, 10° 15′ 43″ O  | Wohn- und Geschäftshaus           | |    |                |
| Marktstraße 69 51° 30′ 45″ N, 10° 15′ 39″ O  | Wohn- und Geschäftshaus           | |    | Weitere Bilder |
| Marktstraße 70 51° 30′ 44″ N, 10° 15′ 43″ O  | Wohn- und Geschäftshaus           | |    |                |
| Marktstraße 71 51° 30′ 45″ N, 10° 15′ 40″ O  | Wohn- und Geschäftshaus           | |    |                |
| Marktstraße 72 51° 30′ 44″ N, 10° 15′ 44″ O  | Wohn- und Geschäftshaus           | |    |                |
| Marktstraße 73 51° 30′ 45″ N, 10° 15′ 41″ O  | Wohn- und Geschäftshaus           | |    | Weitere Bilder |
| Marktstraße 74 51° 30′ 44″ N, 10° 15′ 44″ O  | Wohn- und Geschäftshaus           | |    |                |
| Marktstraße 75 51° 30′ 45″ N, 10° 15′ 41″ O  | Wohn- und Geschäftshaus           | |    | Weitere Bilder |
| Marktstraße 76 51° 30′ 44″ N, 10° 15′ 45″ O  | Wohn- und Geschäftshaus           | |    |                |
| Marktstraße 77 51° 30′ 45″ N, 10° 15′ 42″ O  | Wohn- und Geschäftshaus           | |    |                |
| Marktstraße 78 51° 30′ 44″ N, 10° 15′ 45″ O  | Wohn- und Geschäftshaus           | |    |                |
| Marktstraße 80 51° 30′ 44″ N, 10° 15′ 46″ O  | Wohn- und Geschäftshaus           | |    |                |
| Marktstraße 81 51° 30′ 45″ N, 10° 15′ 43″ O  | Wohn- und Geschäftshaus           | |    |                |
| Marktstraße 82 51° 30′ 44″ N, 10° 15′ 46″ O  | Wohn- und Geschäftshaus           | |    |                |
| Marktstraße 83 51° 30′ 45″ N, 10° 15′ 43″ O  | Wohn- und Geschäftshaus           | |    |                |
| Marktstraße 84 51° 30′ 44″ N, 10° 15′ 47″ O  | Sogenanntes Hessesches Haus       | |    | Weitere Bilder |
| Marktstraße 85 51° 30′ 45″ N, 10° 15′ 44″ O  | Wohn- und Geschäftshaus           | |    |                |
| Marktstraße 86 51° 30′ 44″ N, 10° 15′ 47″ O  | Wohn- und Geschäftshaus           | Entwurf des Architekten J. Freckmann aus Hildesheim für Prof. A. Hoelscher                                          |    | Weitere Bilder |
| Marktstraße 87 51° 30′ 46″ N, 10° 15′ 44″ O  | Wohn- und Geschäftshaus           | |    |                |
| Marktstraße 88 51° 30′ 44″ N, 10° 15′ 48″ O  | Wohn- und Geschäftshaus           | Ende des 17. Jahrhunderts als klösterliches Stadthaus errichtet                                                     |    | Weitere Bilder |
| Marktstraße 89 51° 30′ 46″ N, 10° 15′ 45″ O  | Wohn- und Geschäftshaus           | |    |                |
| Marktstraße 91 51° 30′ 46″ N, 10° 15′ 45″ O  | Wohn- und Geschäftshaus           | |    |                |
| Marktstraße 93 51° 30′ 46″ N, 10° 15′ 46″ O  | Wohn- und Geschäftshaus           | |    |                |
| Marktstraße 95 51° 30′ 46″ N, 10° 15′ 46″ O  | Wohn- und Geschäftshaus           | |    |                |
| Marktstraße 97 51° 30′ 47″ N, 10° 15′ 49″ O  | Wohn- und Geschäftshaus           | |    |                |
| Marktstraße 99 51° 30′ 47″ N, 10° 15′ 50″ O  | Wohn- und Geschäftshaus           | |    |                |
| Marktstraße 101 51° 30′ 47″ N, 10° 15′ 50″ O | Wohn- und Geschäftshaus           | |    |                |
| Marktstraße 103 51° 30′ 47″ N, 10° 15′ 51″ O | Wohn- und Geschäftshaus           | |    |                |
| Marktstraße 105 51° 30′ 47″ N, 10° 15′ 51″ O | Wohn- und Geschäftshaus           | |    |                |

### Mühlengasse
| Lage                                       | Bezeichnung                   | Beschreibung | ID | Bild |
| ------------------------------------------ | ----------------------------- | ------------ | -- | ---- |
| Mühlengasse 3 51° 30′ 34″ N, 10° 15′ 33″ O | Mühle, sogenannte Ziegelmühle |              |    |      |
| Mühlengasse 3 51° 30′ 34″ N, 10° 15′ 34″ O | vorderes Wirtschaftsgebäude   |              |    |      |
| Mühlengasse 3 51° 30′ 33″ N, 10° 15′ 34″ O | hinteres Wirtschaftsgebäude   |              |    |      |
| Mühlengasse 6 51° 30′ 34″ N, 10° 15′ 34″ O | Wohnhaus                      |              |    |      |
| Mühlengasse 8 51° 30′ 34″ N, 10° 15′ 34″ O | Wohnhaus                      |              |    |      |

### Neutorstraße
| Lage                                         | Bezeichnung                                               | Beschreibung | ID | Bild           |
| -------------------------------------------- | --------------------------------------------------------- | --- | -- | -------------- |
| Neutorstraße 1 51° 30′ 51″ N, 10° 15′ 39″ O  | Wohnhaus                                                  | |    | Weitere Bilder |
| Neutorstraße 2 51° 30′ 51″ N, 10° 15′ 41″ O  | Ehemaliger Reit- und Pferdestall der preußischen Dragoner | |    |                |
| Neutorstraße 3 51° 30′ 51″ N, 10° 15′ 39″ O  | Wohnhaus                                                  | |    |                |
| Neutorstraße 5 51° 30′ 51″ N, 10° 15′ 39″ O  | Wohnhaus                                                  | |    |                |
| Neutorstraße 6 51° 30′ 52″ N, 10° 15′ 41″ O  | Pestalozzischule                                          | |    |                |
| Neutorstraße 7 51° 30′ 51″ N, 10° 15′ 39″ O  | Wohnhaus                                                  | |    |                |
| Neutorstraße 9 51° 30′ 53″ N, 10° 15′ 39″ O  | Ehemaliger Ursulinen Konvent                              | |    | Weitere Bilder |
| Neutorstraße 10 51° 30′ 55″ N, 10° 15′ 40″ O | Ehemaliges Hospital zum Heiligen Geist                    | |    |                |
| Neutorstraße 11 51° 30′ 54″ N, 10° 15′ 39″ O | Liebfrauenkirche                                          | Neoromanische Kirche des Ursulinenkonvents, erbaut 1889/90 nach Plänen des Hildesheimer Regierungsbaumeisters R. Herzig |    |                |
| Neutorstraße 12 51° 30′ 55″ N, 10° 15′ 40″ O | Wohnhaus                                                  | |    |                |
| Neutorstraße 13 51° 30′ 55″ N, 10° 15′ 39″ O | Wohnhaus                                                  | |    | Weitere Bilder |
| Neutorstraße 14 51° 30′ 56″ N, 10° 15′ 40″ O | Wohnhaus                                                  | |    |                |
| Neutorstraße 15 51° 30′ 55″ N, 10° 15′ 39″ O | Wohnhaus                                                  | |    |                |
| Neutorstraße 16 51° 30′ 56″ N, 10° 15′ 40″ O | Wohnhaus                                                  | |    |                |
| Neutorstraße 17 51° 30′ 55″ N, 10° 15′ 39″ O | Wohnhaus                                                  | |    |                |
| Neutorstraße 18 51° 30′ 56″ N, 10° 15′ 40″ O | Wohnhaus                                                  | |    |                |
| Neutorstraße 19 51° 30′ 55″ N, 10° 15′ 39″ O | Wohnhaus                                                  | |    |                |
| Neutorstraße 20 51° 30′ 56″ N, 10° 15′ 40″ O | Wohnhaus                                                  | |    |                |
| Neutorstraße 21 51° 30′ 56″ N, 10° 15′ 39″ O | Wohnhaus                                                  | |    |                |
| Neutorstraße 23 51° 30′ 56″ N, 10° 15′ 39″ O | Wohnhaus                                                  | |    |                |
| Neutorstraße 25 51° 30′ 56″ N, 10° 15′ 39″ O | Wohnhaus                                                  | |    |                |

### Obertorstraße
| Lage                                           | Bezeichnung              | Beschreibung | ID | Bild |
| ---------------------------------------------- | ------------------------ | ------------ | -- | ---- |
| Obertorstraße 2 51° 30′ 47″ N, 10° 15′ 52″ O   | Wohnhaus                 |              |    |      |
| Obertorstraße 3 51° 30′ 48″ N, 10° 15′ 52″ O   | Wohnhaus                 |              |    |      |
| Obertorstraße 4 51° 30′ 47″ N, 10° 15′ 53″ O   | Wohnhaus                 |              |    |      |
| Obertorstraße 5-7 51° 30′ 48″ N, 10° 15′ 53″ O | Wohnhaus                 |              |    |      |
| Obertorstraße 6 51° 30′ 47″ N, 10° 15′ 53″ O   | Wohnhaus                 |              |    |      |
| Obertorstraße 8 51° 30′ 47″ N, 10° 15′ 53″ O   | Wohnhaus                 |              |    |      |
| Obertorstraße 9 51° 30′ 48″ N, 10° 15′ 54″ O   | Wohnhaus                 |              |    |      |
| Obertorstraße 10 51° 30′ 47″ N, 10° 15′ 54″ O  | Wohnhaus                 |              |    |      |
| Obertorstraße 11 51° 30′ 48″ N, 10° 15′ 54″ O  | Wohnhaus                 |              |    |      |
| Obertorstraße 12 51° 30′ 47″ N, 10° 15′ 54″ O  | Wohnhaus                 |              |    |      |
| Obertorstraße 13 51° 30′ 48″ N, 10° 15′ 55″ O  | Wohnhaus                 |              |    |      |
| Obertorstraße 14 51° 30′ 47″ N, 10° 15′ 55″ O  | Wohnhaus                 |              |    |      |
| Obertorstraße 15 51° 30′ 48″ N, 10° 15′ 55″ O  | Wohnhaus                 |              |    |      |
| Obertorstraße 16 51° 30′ 47″ N, 10° 15′ 55″ O  | Wohnhaus                 |              |    |      |
| Obertorstraße 17 51° 30′ 48″ N, 10° 15′ 55″ O  | Wohnhaus                 |              |    |      |
| Obertorstraße 18 51° 30′ 47″ N, 10° 15′ 55″ O  | Wohnhaus                 |              |    |      |
| Obertorstraße 19 51° 30′ 48″ N, 10° 15′ 56″ O  | Wohnhaus                 |              |    |      |
| Obertorstraße 20 51° 30′ 47″ N, 10° 15′ 55″ O  | Wohnhaus                 |              |    |      |
| Obertorstraße 22 51° 30′ 47″ N, 10° 15′ 56″ O  | Wohnhaus                 |              |    |      |
| Obertorstraße 24 51° 30′ 47″ N, 10° 15′ 56″ O  | Wohnhaus                 |              |    |      |
| Obertorstraße 25 51° 30′ 48″ N, 10° 15′ 57″ O  | Gasthaus zur Stadt Mainz |              |    |      |
| Obertorstraße 26 51° 30′ 47″ N, 10° 15′ 56″ O  | Wohnhaus                 |              |    |      |
| Obertorstraße 28 51° 30′ 48″ N, 10° 15′ 57″ O  | Wohnhaus                 |              |    |      |
| Obertorstraße 29 51° 30′ 49″ N, 10° 15′ 58″ O  | Wohnhaus                 |              |    |      |
| Obertorstraße 31 51° 30′ 49″ N, 10° 15′ 58″ O  | Wohnhaus                 |              |    |      |
| Obertorstraße 32 51° 30′ 48″ N, 10° 15′ 58″ O  | Wohnhaus                 |              |    |      |
| Obertorstraße 33 51° 30′ 49″ N, 10° 15′ 59″ O  | Wohnhaus                 |              |    |      |
| Obertorstraße 34 51° 30′ 48″ N, 10° 15′ 58″ O  | Wohnhaus                 |              |    |      |
| Obertorstraße 35 51° 30′ 49″ N, 10° 15′ 59″ O  | Wohnhaus                 |              |    |      |
| Obertorstraße 37 51° 30′ 49″ N, 10° 15′ 59″ O  | Wohnhaus                 |              |    |      |
| Obertorstraße 38 51° 30′ 48″ N, 10° 15′ 58″ O  | Wohnhaus                 |              |    |      |
| Obertorstraße 39 51° 30′ 49″ N, 10° 16′ 0″ O   | Wohnhaus                 |              |    |      |
| Obertorstraße 40 51° 30′ 48″ N, 10° 15′ 59″ O  | Wohnhaus                 |              |    |      |
| Obertorstraße 41 51° 30′ 49″ N, 10° 16′ 0″ O   | Wohnhaus                 |              |    |      |
| Obertorstraße 42 51° 30′ 48″ N, 10° 15′ 59″ O  | Wohnhaus                 |              |    |      |
| Obertorstraße 44 51° 30′ 48″ N, 10° 15′ 59″ O  | Wohnhaus                 |              |    |      |
| Obertorstraße 46 51° 30′ 48″ N, 10° 16′ 0″ O   | Wohnhaus                 |              |    |      |
| Obertorstraße 48 51° 30′ 48″ N, 10° 16′ 0″ O   | Wohnhaus                 |              |    |      |
| Obertorstraße 50 51° 30′ 48″ N, 10° 16′ 0″ O   | Wohnhaus                 |              |    |      |
| Obertorstraße 52 51° 30′ 48″ N, 10° 16′ 0″ O   | Wohnhaus                 |              |    |      |
| Obertorstraße 53 51° 30′ 50″ N, 10° 16′ 2″ O   | Wohnhaus                 |              |    |      |
| Obertorstraße 54 51° 30′ 48″ N, 10° 16′ 1″ O   | Wohnhaus                 |              |    |      |
| Obertorstraße 56 51° 30′ 49″ N, 10° 16′ 1″ O   | Wohnhaus                 |              |    |      |
| Obertorstraße 58 51° 30′ 49″ N, 10° 16′ 1″ O   | Wohnhaus                 |              |    |      |
| Obertorstraße 60 51° 30′ 49″ N, 10° 16′ 2″ O   | Wohnhaus                 |              |    |      |
| Obertorstraße 62 51° 30′ 49″ N, 10° 16′ 2″ O   | Wohnhaus                 |              |    |      |

### Sackstraße
| Lage                                       | Bezeichnung | Beschreibung | ID | Bild |
| ------------------------------------------ | ----------- | ------------ | -- | ---- |
| Sackstraße 4 51° 30′ 42″ N, 10° 15′ 22″ O  | Wohnhaus    |              |    |      |
| Sackstraße 6 51° 30′ 42″ N, 10° 15′ 22″ O  | Wohnhaus    |              |    |      |
| Sackstraße 7 51° 30′ 42″ N, 10° 15′ 20″ O  | Wohnhaus    |              |    |      |
| Sackstraße 8 51° 30′ 42″ N, 10° 15′ 22″ O  | Wohnhaus    |              |    |      |
| Sackstraße 10 51° 30′ 43″ N, 10° 15′ 22″ O | Wohnhaus    |              |    |      |
| Sackstraße 15 51° 30′ 43″ N, 10° 15′ 21″ O | Wohnhaus    |              |    |      |
| Sackstraße 17 51° 30′ 43″ N, 10° 15′ 21″ O | Wohnhaus    |              |    |      |
| Sackstraße 19 51° 30′ 43″ N, 10° 15′ 21″ O | Wohnhaus    |              |    |      |
| Sackstraße 24 51° 30′ 45″ N, 10° 15′ 22″ O | Wohnhaus    |              |    |      |
| Sackstraße 33 51° 30′ 45″ N, 10° 15′ 21″ O | Wohnhaus    |              |    |      |
| Sackstraße 35 51° 30′ 45″ N, 10° 15′ 21″ O | Wohnhaus    |              |    |      |

### Scharrenstraße
| Lage                                           | Bezeichnung | Beschreibung | ID | Bild |
| ---------------------------------------------- | ----------- | ------------ | -- | ---- |
| Scharrenstraße 2 51° 30′ 42″ N, 10° 15′ 36″ O  | Wohnhaus    |              |    |      |
| Scharrenstraße 4 51° 30′ 42″ N, 10° 15′ 36″ O  | Wohnhaus    |              |    |      |
| Scharrenstraße 6 51° 30′ 42″ N, 10° 15′ 37″ O  | Wohnhaus    |              |    |      |
| Scharrenstraße 8 51° 30′ 42″ N, 10° 15′ 37″ O  | Wohnhaus    |              |    |      |
| Scharrenstraße 10 51° 30′ 42″ N, 10° 15′ 37″ O | Wohnhaus    |              |    |      |
| Scharrenstraße 11 51° 30′ 43″ N, 10° 15′ 38″ O | Wohnhaus    |              |    |      |
| Scharrenstraße 12 51° 30′ 42″ N, 10° 15′ 38″ O | Wohnhaus    |              |    |      |
| Scharrenstraße 13 51° 30′ 43″ N, 10° 15′ 38″ O | Wohnhaus    |              |    |      |
| Scharrenstraße 14 51° 30′ 42″ N, 10° 15′ 38″ O | Wohnhaus    |              |    |      |
| Scharrenstraße 15 51° 30′ 43″ N, 10° 15′ 39″ O | Wohnhaus    |              |    |      |
| Scharrenstraße 16 51° 30′ 42″ N, 10° 15′ 39″ O | Wohnhaus    |              |    |      |
| Scharrenstraße 18 51° 30′ 42″ N, 10° 15′ 39″ O | Wohnhaus    |              |    |      |
| Scharrenstraße 19 51° 30′ 43″ N, 10° 15′ 39″ O | Wohnhaus    |              |    |      |
| Scharrenstraße 20 51° 30′ 42″ N, 10° 15′ 39″ O | Wohnhaus    |              |    |      |
| Scharrenstraße 22 51° 30′ 42″ N, 10° 15′ 40″ O | Wohnhaus    |              |    |      |

### Schuhmarktstraße
| Lage                                             | Bezeichnung | Beschreibung | ID | Bild |
| ------------------------------------------------ | ----------- | ------------ | -- | ---- |
| Schuhmarktstraße 3 51° 30′ 42″ N, 10° 15′ 29″ O  | Wohnhaus    |              |    |      |
| Schuhmarktstraße 6 51° 30′ 42″ N, 10° 15′ 28″ O  | Wohnhaus    |              |    |      |
| Schuhmarktstraße 8 51° 30′ 42″ N, 10° 15′ 28″ O  | Wohnhaus    |              |    |      |
| Schuhmarktstraße 10 51° 30′ 41″ N, 10° 15′ 28″ O | Wohnhaus    |              |    |      |
| Schuhmarktstraße 12 51° 30′ 41″ N, 10° 15′ 28″ O | Wohnhaus    |              |    |      |
| Schuhmarktstraße 14 51° 30′ 41″ N, 10° 15′ 27″ O | Wohnhaus    |              |    |      |
| Schuhmarktstraße 16 51° 30′ 41″ N, 10° 15′ 27″ O | Wohnhaus    |              |    |      |

### Steinstraße
| Lage                                                         | Bezeichnung                            | Beschreibung | ID | Bild           |
| ------------------------------------------------------------ | -------------------------------------- | ------------ | -- | -------------- |
| Steinstraße 1 51° 30′ 41″ N, 10° 15′ 37″ O                   | Wohnhaus                               |              |    |                |
| Steinstraße 2, Steintorstraße 1 51° 30′ 40″ N, 10° 15′ 36″ O | Wohnhaus, sogenanntes Wanke'sches Haus |              |    | Weitere Bilder |
| Steinstraße 3 51° 30′ 41″ N, 10° 15′ 37″ O                   | Wohnhaus                               |              |    |                |
| Steinstraße 4 51° 30′ 40″ N, 10° 15′ 37″ O                   | Wohnhaus                               |              |    |                |
| Steinstraße 5 51° 30′ 41″ N, 10° 15′ 38″ O                   | Wohnhaus                               |              |    |                |
| Steinstraße 6 51° 30′ 40″ N, 10° 15′ 37″ O                   | Wohnhaus                               |              |    |                |
| Steinstraße 7 51° 30′ 41″ N, 10° 15′ 38″ O                   | Wohnhaus                               |              |    |                |
| Steinstraße 8 51° 30′ 40″ N, 10° 15′ 37″ O                   | Wohnhaus                               |              |    |                |
| Steinstraße 9 51° 30′ 41″ N, 10° 15′ 38″ O                   | Wohnhaus                               |              |    |                |
| Steinstraße 10 51° 30′ 40″ N, 10° 15′ 38″ O                  | Wohnhaus                               |              |    |                |
| Steinstraße 11 51° 30′ 41″ N, 10° 15′ 39″ O                  | Wohnhaus                               |              |    |                |
| Steinstraße 12 51° 30′ 40″ N, 10° 15′ 38″ O                  | Wohnhaus                               |              |    |                |
| Steinstraße 13 51° 30′ 41″ N, 10° 15′ 39″ O                  | Wohnhaus                               |              |    |                |
| Steinstraße 14 51° 30′ 40″ N, 10° 15′ 38″ O                  | Wohnhaus                               |              |    |                |
| Steinstraße 15 51° 30′ 41″ N, 10° 15′ 39″ O                  | Wohnhaus                               |              |    |                |
| Steinstraße 16 51° 30′ 41″ N, 10° 15′ 39″ O                  | Wohnhaus                               |              |    |                |
| Steinstraße 17 51° 30′ 42″ N, 10° 15′ 40″ O                  | Wohnhaus                               |              |    |                |
| Steinstraße 18 51° 30′ 41″ N, 10° 15′ 39″ O                  | Wohnhaus                               |              |    |                |
| Steinstraße 19 51° 30′ 42″ N, 10° 15′ 40″ O                  | Wohnhaus                               |              |    |                |
| Steinstraße 20 51° 30′ 41″ N, 10° 15′ 39″ O                  | Wohnhaus                               |              |    |                |
| Steinstraße 21 51° 30′ 42″ N, 10° 15′ 40″ O                  | Wohnhaus                               |              |    |                |
| Steinstraße 22 51° 30′ 41″ N, 10° 15′ 40″ O                  | Wohnhaus                               |              |    |                |
| Steinstraße 23 51° 30′ 42″ N, 10° 15′ 40″ O                  | Wohnhaus                               |              |    |                |
| Steinstraße 24 51° 30′ 41″ N, 10° 15′ 40″ O                  | Wohnhaus                               |              |    |                |
| Steinstraße 26 51° 30′ 41″ N, 10° 15′ 41″ O                  | Wohnhaus                               |              |    |                |
| Steinstraße 30 51° 30′ 42″ N, 10° 15′ 41″ O                  | Wohnhaus                               |              |    |                |
| Steinstraße 32 51° 30′ 42″ N, 10° 15′ 42″ O                  | Wohnhaus                               |              |    |                |

### Steintorstraße
| Lage                                              | Bezeichnung | Beschreibung                                                      | ID | Bild |
| ------------------------------------------------- | ----------- | ----------------------------------------------------------------- | -- | ---- |
| Steintorstraße 2 51° 30′ 39″ N, 10° 15′ 35″ O     | Wohnhaus    |                                                                   |    |      |
| Steintorstraße 3 51° 30′ 39″ N, 10° 15′ 35″ O     | Wohnhaus    |                                                                   |    |      |
| Steintorstraße 5 51° 30′ 39″ N, 10° 15′ 35″ O     | Wohnhaus    |                                                                   |    |      |
| Steintorstraße 7 51° 30′ 39″ N, 10° 15′ 35″ O     | Wohnhaus    |                                                                   |    |      |
| Steintorstraße 8 51° 30′ 38″ N, 10° 15′ 34″ O     | Wohnhaus    |                                                                   |    |      |
| Steintorstraße 9 51° 30′ 38″ N, 10° 15′ 35″ O     | Wohnhaus    |                                                                   |    |      |
| Steintorstraße 10 51° 30′ 38″ N, 10° 15′ 34″ O    | Wohnhaus    |                                                                   |    |      |
| Steintorstraße 11 51° 30′ 38″ N, 10° 15′ 36″ O    | Wohnhaus    |                                                                   |    |      |
| Steintorstraße 12 51° 30′ 38″ N, 10° 15′ 34″ O    | Wohnhaus    |                                                                   |    |      |
| Steintorstraße 13 51° 30′ 38″ N, 10° 15′ 36″ O    | Wohnhaus    |                                                                   |    |      |
| Steintorstraße 14 51° 30′ 38″ N, 10° 15′ 35″ O    | Wohnhaus    |                                                                   |    |      |
| Steintorstraße 15 51° 30′ 38″ N, 10° 15′ 36″ O    | Wohnhaus    |                                                                   |    |      |
| Steintorstraße 16 51° 30′ 38″ N, 10° 15′ 35″ O    | Wohnhaus    |                                                                   |    |      |
| Steintorstraße 17 51° 30′ 37″ N, 10° 15′ 36″ O    | Wohnhaus    |                                                                   |    |      |
| Steintorstraße 18 51° 30′ 37″ N, 10° 15′ 35″ O    | Wohnhaus    |                                                                   |    |      |
| Steintorstraße 19 51° 30′ 37″ N, 10° 15′ 36″ O    | Wohnhaus    |                                                                   |    |      |
| Steintorstraße 20 51° 30′ 37″ N, 10° 15′ 35″ O    | Wohnhaus    |                                                                   |    |      |
| Steintorstraße 21 51° 30′ 37″ N, 10° 15′ 36″ O    | Wohnhaus    |                                                                   |    |      |
| Steintorstraße 22 51° 30′ 37″ N, 10° 15′ 34″ O    | Wohnhaus    |                                                                   |    |      |
| Steintorstraße 23 51° 30′ 36″ N, 10° 15′ 36″ O    | Wohnhaus    |                                                                   |    |      |
| Steintorstraße 24 51° 30′ 37″ N, 10° 15′ 35″ O    | Wohnhaus    |                                                                   |    |      |
| Steintorstraße 25 51° 30′ 36″ N, 10° 15′ 36″ O    | Wohnhaus    |                                                                   |    |      |
| Steintorstraße 26 51° 30′ 36″ N, 10° 15′ 35″ O    | Wohnhaus    |                                                                   |    |      |
| Steintorstraße 27 51° 30′ 36″ N, 10° 15′ 36″ O    | Wohnhaus    |                                                                   |    |      |
| Steintorstraße 28 51° 30′ 36″ N, 10° 15′ 35″ O    | Wohnhaus    |                                                                   |    |      |
| Steintorstraße 29 51° 30′ 36″ N, 10° 15′ 36″ O    | Wohnhaus    |                                                                   |    |      |
| Steintorstraße 30 51° 30′ 36″ N, 10° 15′ 35″ O    | Wohnhaus    |                                                                   |    |      |
| Steintorstraße 31 51° 30′ 36″ N, 10° 15′ 36″ O    | Wohnhaus    |                                                                   |    |      |
| Steintorstraße 32 51° 30′ 36″ N, 10° 15′ 35″ O    | Wohnhaus    |                                                                   |    |      |
| Steintorstraße 33 51° 30′ 36″ N, 10° 15′ 36″ O    | Wohnhaus    |                                                                   |    |      |
| Steintorstraße 34 51° 30′ 35″ N, 10° 15′ 35″ O    | Wohnhaus    |                                                                   |    |      |
| Steintorstraße 35 51° 30′ 35″ N, 10° 15′ 36″ O    | Wohnhaus    |                                                                   |    |      |
| Steintorstraße 36 51° 30′ 35″ N, 10° 15′ 35″ O    | Wohnhaus    |                                                                   |    |      |
| Steintorstraße 37 51° 30′ 35″ N, 10° 15′ 36″ O    | Wohnhaus    |                                                                   |    |      |
| Steintorstraße 38 51° 30′ 35″ N, 10° 15′ 35″ O    | Wohnhaus    |                                                                   |    |      |
| Steintorstraße 39 51° 30′ 35″ N, 10° 15′ 37″ O    | Wohnhaus    |                                                                   |    |      |
| Steintorstraße 40 51° 30′ 35″ N, 10° 15′ 35″ O    | Wohnhaus    |                                                                   |    |      |
| Steintorstraße 41 51° 30′ 35″ N, 10° 15′ 36″ O    | Wohnhaus    |                                                                   |    |      |
| Steintorstraße 42 51° 30′ 35″ N, 10° 15′ 35″ O    | Wohnhaus    |                                                                   |    |      |
| Steintorstraße 43 51° 30′ 35″ N, 10° 15′ 37″ O    | Wohnhaus    |                                                                   |    |      |
| Steintorstraße 45 51° 30′ 34″ N, 10° 15′ 37″ O    | Wohnhaus    |                                                                   |    |      |
| Steintorstraße 46 51° 30′ 35″ N, 10° 15′ 35″ O    | Wohnhaus    |                                                                   |    |      |
| Steintorstraße 47 51° 30′ 34″ N, 10° 15′ 37″ O    | Wohnhaus    |                                                                   |    |      |
| Steintorstraße 48 51° 30′ 34″ N, 10° 15′ 35″ O    | Wohnhaus    |                                                                   |    |      |
| Steintorstraße 49 51° 30′ 34″ N, 10° 15′ 37″ O    | Wohnhaus    |                                                                   |    |      |
| Steintorstraße 50 51° 30′ 34″ N, 10° 15′ 36″ O    | Wohnhaus    |                                                                   |    |      |
| Steintorstraße 51 51° 30′ 34″ N, 10° 15′ 37″ O    | Wohnhaus    |                                                                   |    |      |
| Steintorstraße 52 51° 30′ 34″ N, 10° 15′ 36″ O    | Wohnhaus    |                                                                   |    |      |
| Steintorstraße 53 51° 30′ 34″ N, 10° 15′ 37″ O    | Wohnhaus    |                                                                   |    |      |
| Steintorstraße 54 51° 30′ 34″ N, 10° 15′ 36″ O    | Wohnhaus    |                                                                   |    |      |
| Steintorstraße 55 51° 30′ 33″ N, 10° 15′ 37″ O    | Wohnhaus    |                                                                   |    |      |
| Steintorstraße 56 51° 30′ 34″ N, 10° 15′ 36″ O    | Wohnhaus    |                                                                   |    |      |
| Steintorstraße 57 51° 30′ 33″ N, 10° 15′ 37″ O    | Wohnhaus    |                                                                   |    |      |
| Steintorstraße 58 51° 30′ 33″ N, 10° 15′ 36″ O    | Wohnhaus    |                                                                   |    |      |
| Steintorstraße 59 51° 30′ 33″ N, 10° 15′ 38″ O    | Wohnhaus    |                                                                   |    |      |
| Steintorstraße 60-62 51° 30′ 33″ N, 10° 15′ 36″ O | Wohnhaus    |                                                                   |    |      |
| Steintorstraße 61 51° 30′ 33″ N, 10° 15′ 38″ O    | Wohnhaus    |                                                                   |    |      |
| Steintorstraße 63 51° 30′ 33″ N, 10° 15′ 38″ O    | Wohnhaus    |                                                                   |    |      |
| Steintorstraße 64 51° 30′ 33″ N, 10° 15′ 36″ O    | Wohnhaus    |                                                                   |    |      |
| Steintorstraße 65 51° 30′ 33″ N, 10° 15′ 38″ O    | Wohnhaus    |                                                                   |    |      |
| Steintorstraße 66 51° 30′ 33″ N, 10° 15′ 36″ O    | Wohnhaus    |                                                                   |    |      |
| Steintorstraße 68 51° 30′ 33″ N, 10° 15′ 36″ O    | Wohnhaus    | Ehemalige Gaststätte Zum Kronprinzen mit späterem Kino Schauburg. |    |      |

### Stiegstraße
| Lage                                          | Bezeichnung | Beschreibung | ID | Bild |
| --------------------------------------------- | ----------- | ------------ | -- | ---- |
| Stiegstraße 1 51° 30′ 49″ N, 10° 15′ 57″ O    | Wohnhaus    |              |    |      |
| Stiegstraße 2 51° 30′ 49″ N, 10° 15′ 58″ O    | Wohnhaus    |              |    |      |
| Stiegstraße 4, 6 51° 30′ 50″ N, 10° 15′ 58″ O | Wohnhaus    |              |    |      |
| Stiegstraße 5 51° 30′ 49″ N, 10° 15′ 57″ O    | Wohnhaus    |              |    |      |
| Stiegstraße 7 51° 30′ 49″ N, 10° 15′ 57″ O    | Wohnhaus    |              |    |      |
| Stiegstraße 9 51° 30′ 49″ N, 10° 15′ 57″ O    | Wohnhaus    |              |    |      |
| Stiegstraße 11 51° 30′ 50″ N, 10° 15′ 57″ O   | Wohnhaus    |              |    |      |
| Stiegstraße 17 51° 30′ 50″ N, 10° 15′ 57″ O   | Wohnhaus    |              |    |      |
| Stiegstraße 19 51° 30′ 50″ N, 10° 15′ 57″ O   | Wohnhaus    |              |    |      |
| Stiegstraße 21 51° 30′ 51″ N, 10° 15′ 57″ O   | Wohnhaus    |              |    |      |
| Stiegstraße 23 51° 30′ 51″ N, 10° 15′ 57″ O   | Wohnhaus    |              |    |      |
| Stiegstraße 25 51° 30′ 51″ N, 10° 15′ 57″ O   | Wohnhaus    |              |    |      |
| Stiegstraße 27 51° 30′ 51″ N, 10° 15′ 57″ O   | Wohnhaus    |              |    |      |

### Westertorstraße
| Lage                                                         | Bezeichnung         | Beschreibung                                                                                     | ID | Bild |
| ------------------------------------------------------------ | ------------------- | ------------------------------------------------------------------------------------------------ | -- | ---- |
| Westertorstraße, Am Pferdeteich 51° 30′ 50″ N, 10° 15′ 20″ O | Maria im Lindenzaun | Heiligenfigur, barocke auf einer Mondsichel stehende Marienfigur, Bildhauer Johann Bernhard Kopp |    | BW   |
| Westertorstraße 5 51° 30′ 49″ N, 10° 15′ 20″ O               | Wohnhaus            |                                                                                                  |    |      |
| Westertorstraße 7 51° 30′ 49″ N, 10° 15′ 20″ O               | Wohnhaus            |                                                                                                  |    |      |
| Westertorstraße 9 51° 30′ 49″ N, 10° 15′ 19″ O               | Wohnhaus            |                                                                                                  |    |      |
| Westertorstraße 10 51° 30′ 50″ N, 10° 15′ 21″ O              | Wohnhaus            |                                                                                                  |    |      |
| Westertorstraße 11 51° 30′ 49″ N, 10° 15′ 19″ O              | Wohnhaus            |                                                                                                  |    |      |
| Westertorstraße 12 51° 30′ 50″ N, 10° 15′ 20″ O              | Wohnhaus            |                                                                                                  |    |      |
| Westertorstraße 13 51° 30′ 50″ N, 10° 15′ 19″ O              | Wohnhaus            |                                                                                                  |    |      |
| Westertorstraße 14 51° 30′ 51″ N, 10° 15′ 19″ O              | Wohnhaus            |                                                                                                  |    |      |
| Westertorstraße 15 51° 30′ 50″ N, 10° 15′ 19″ O              | Wohnhaus            |                                                                                                  |    |      |
| Westertorstraße 16 51° 30′ 51″ N, 10° 15′ 19″ O              | Wohnhaus            |                                                                                                  |    |      |
| Westertorstraße 18 51° 30′ 51″ N, 10° 15′ 19″ O              | Wohnhaus            |                                                                                                  |    |      |
| Westertorstraße 19 51° 30′ 50″ N, 10° 15′ 18″ O              | Wohnhaus            |                                                                                                  |    |      |
| Westertorstraße 20 51° 30′ 51″ N, 10° 15′ 19″ O              | Wohnhaus            |                                                                                                  |    |      |
| Westertorstraße 21 51° 30′ 50″ N, 10° 15′ 18″ O              | Wohnhaus            |                                                                                                  |    |      |
| Westertorstraße 22 51° 30′ 51″ N, 10° 15′ 18″ O              | Wohnhaus            |                                                                                                  |    |      |
| Westertorstraße 23 51° 30′ 50″ N, 10° 15′ 17″ O              | Wohnhaus            |                                                                                                  |    |      |
| Westertorstraße 25 51° 30′ 50″ N, 10° 15′ 17″ O              | Wohnhaus            |                                                                                                  |    |      |
| Westertorstraße 26 51° 30′ 51″ N, 10° 15′ 18″ O              | Wohnhaus            |                                                                                                  |    |      |
| Westertorstraße 27 51° 30′ 50″ N, 10° 15′ 17″ O              | Wohnhaus            |                                                                                                  |    |      |
| Westertorstraße 28 51° 30′ 51″ N, 10° 15′ 18″ O              | Wohnhaus            |                                                                                                  |    |      |
| Westertorstraße 29 51° 30′ 50″ N, 10° 15′ 17″ O              | Wohnhaus            |                                                                                                  |    |      |
| Westertorstraße 30 51° 30′ 51″ N, 10° 15′ 18″ O              | Wohnhaus            |                                                                                                  |    |      |
| Westertorstraße 31 51° 30′ 51″ N, 10° 15′ 17″ O              | Wohnhaus            |                                                                                                  |    |      |
| Westertorstraße 32 51° 30′ 51″ N, 10° 15′ 17″ O              | Wohnhaus            |                                                                                                  |    |      |
| Westertorstraße 33 51° 30′ 51″ N, 10° 15′ 16″ O              | Wohnhaus            |                                                                                                  |    |      |
| Westertorstraße 34 51° 30′ 51″ N, 10° 15′ 17″ O              | Wohnhaus            |                                                                                                  |    |      |
| Westertorstraße 35 51° 30′ 51″ N, 10° 15′ 16″ O              | Wohnhaus            |                                                                                                  |    |      |
| Westertorstraße 36 51° 30′ 51″ N, 10° 15′ 17″ O              | Wohnhaus            |                                                                                                  |    |      |
| Westertorstraße 37 51° 30′ 51″ N, 10° 15′ 16″ O              | Wohnhaus            |                                                                                                  |    |      |
| Westertorstraße 38 51° 30′ 51″ N, 10° 15′ 17″ O              | Wohnhaus            |                                                                                                  |    |      |
| Westertorstraße 39 51° 30′ 51″ N, 10° 15′ 15″ O              | Wohnhaus            |                                                                                                  |    |      |
| Westertorstraße 40 51° 30′ 52″ N, 10° 15′ 16″ O              | Wohnhaus            |                                                                                                  |    |      |
| Westertorstraße 41 51° 30′ 51″ N, 10° 15′ 15″ O              | Wohnhaus            |                                                                                                  |    |      |
| Westertorstraße 42 51° 30′ 52″ N, 10° 15′ 16″ O              | Wohnhaus            |                                                                                                  |    |      |
| Westertorstraße 43 51° 30′ 51″ N, 10° 15′ 15″ O              | Wohnhaus            |                                                                                                  |    |      |
| Westertorstraße 44 51° 30′ 52″ N, 10° 15′ 16″ O              | Wohnhaus            |                                                                                                  |    |      |
| Westertorstraße 45 51° 30′ 51″ N, 10° 15′ 15″ O              | Wohnhaus            |                                                                                                  |    |      |
| Westertorstraße 46 51° 30′ 52″ N, 10° 15′ 15″ O              | Wohnhaus            |                                                                                                  |    |      |
| Westertorstraße 47 51° 30′ 52″ N, 10° 15′ 14″ O              | Wohnhaus            |                                                                                                  |    |      |
| Westertorstraße 48 51° 30′ 52″ N, 10° 15′ 15″ O              | Wohnhaus            |                                                                                                  |    |      |
| Westertorstraße 49 51° 30′ 52″ N, 10° 15′ 14″ O              | Wohnhaus            |                                                                                                  |    |      |
| Westertorstraße 50 51° 30′ 52″ N, 10° 15′ 15″ O              | Wohnhaus            |                                                                                                  |    |      |
| Westertorstraße 51 51° 30′ 52″ N, 10° 15′ 14″ O              | Wohnhaus            |                                                                                                  |    |      |
| Westertorstraße 52 51° 30′ 52″ N, 10° 15′ 15″ O              | Wohnhaus            |                                                                                                  |    |      |
| Westertorstraße 53 51° 30′ 52″ N, 10° 15′ 13″ O              | Wohnhaus            |                                                                                                  |    |      |
| Westertorstraße 54 51° 30′ 52″ N, 10° 15′ 15″ O              | Wohnhaus            |                                                                                                  |    |      |
| Westertorstraße 55 51° 30′ 52″ N, 10° 15′ 13″ O              | Wohnhaus            |                                                                                                  |    |      |
| Westertorstraße 56 51° 30′ 53″ N, 10° 15′ 14″ O              | Wohnhaus            |                                                                                                  |    |      |
| Westertorstraße 57 51° 30′ 52″ N, 10° 15′ 13″ O              | Wohnhaus            |                                                                                                  |    |      |
| Westertorstraße 58 51° 30′ 53″ N, 10° 15′ 14″ O              | Wohnhaus            |                                                                                                  |    |      |
| Westertorstraße 59 51° 30′ 52″ N, 10° 15′ 13″ O              | Wohnhaus            |                                                                                                  |    |      |
| Westertorstraße 60 51° 30′ 53″ N, 10° 15′ 14″ O              | Wohnhaus            |                                                                                                  |    |      |
| Westertorstraße 61 51° 30′ 52″ N, 10° 15′ 12″ O              | Wohnhaus            |                                                                                                  |    |      |
| Westertorstraße 62 51° 30′ 53″ N, 10° 15′ 13″ O              | Wohnhaus            |                                                                                                  |    |      |
| Westertorstraße 63 51° 30′ 52″ N, 10° 15′ 12″ O              | Wohnhaus            |                                                                                                  |    |      |
| Westertorstraße 64 51° 30′ 53″ N, 10° 15′ 13″ O              | Wohnhaus            |                                                                                                  |    |      |
| Westertorstraße 65 51° 30′ 53″ N, 10° 15′ 12″ O              | Wohnhaus            |                                                                                                  |    |      |
| Westertorstraße 66 51° 30′ 53″ N, 10° 15′ 13″ O              | Wohnhaus            |                                                                                                  |    |      |
| Westertorstraße 67 51° 30′ 53″ N, 10° 15′ 12″ O              | Wohnhaus            |                                                                                                  |    |      |
| Westertorstraße 68 51° 30′ 53″ N, 10° 15′ 13″ O              | Wohnhaus            |                                                                                                  |    |      |
| Westertorstraße 70 51° 30′ 53″ N, 10° 15′ 13″ O              | Wohnhaus            |                                                                                                  |    |      |
| Westertorstraße 72 51° 30′ 53″ N, 10° 15′ 12″ O              | Wohnhaus            |                                                                                                  |    |      |
| Westertorstraße 74 51° 30′ 54″ N, 10° 15′ 12″ O              | Wohnhaus            |                                                                                                  |    |      |
| Westertorstraße 76 51° 30′ 54″ N, 10° 15′ 12″ O              | Wohnhaus            |                                                                                                  |    |      |

## Baudenkmale nach Straßen außerhalb des Walls
| Lage                                             | Bezeichnung          | Beschreibung | ID       | Bild           |
| ------------------------------------------------ | -------------------- | --- | -------- | -------------- |
| Am Gänseweg 51° 31′ 2″ N, 10° 14′ 57″ O          | jüdischer Friedhof   | |          |                |
| Am Sulberg 51° 31′ 11″ N, 10° 14′ 59″ O          | Brauerei             | um 1900 die größte Brauerei des Eichsfeldes. Im Jahre 1922 wurde die Brauerei geschlossen. Heute stehen noch die Betriebsgebäude und der Felsenkeller, das ehemalige Bierlager | 46706733 |                |
| Am Sulberg 51° 31′ 12″ N, 10° 14′ 58″ O          | Hauptgebäude         | | 35198327 |                |
| Am Sulberg 51° 31′ 12″ N, 10° 14′ 59″ O          | Felsenkeller         | | 46706934 |                |
| Am Sulberg 51° 31′ 24″ N, 10° 14′ 41″ O          | Sulbergwarte         | | 35198307 | Weitere Bilder |
| Bahnhofstraße 1 51° 30′ 29″ N, 10° 15′ 3″ O      | Bahnhof              | |          | Weitere Bilder |
| Bahnhofstraße 7 51° 30′ 31″ N, 10° 15′ 5″ O      | Wohnhaus             | |          | BW             |
| Göttinger Straße 7 51° 30′ 55″ N, 10° 15′ 6″ O   | Wohnhaus             | |          |                |
| Göttinger Straße 16 51° 30′ 58″ N, 10° 15′ 1″ O  | Wohnhaus             | |          |                |
| Göttinger Straße 20 51° 30′ 58″ N, 10° 14′ 59″ O | Wohnhaus             | |          |                |
| Göttinger Straße 22 51° 30′ 58″ N, 10° 14′ 58″ O | Wohnhaus             | |          |                |
| Göttinger Straße 24 51° 30′ 58″ N, 10° 14′ 56″ O | Wohnhaus             | |          |                |
| Göttinger Straße 26 51° 30′ 58″ N, 10° 14′ 56″ O | Wohnhaus             | |          |                |
| Göttinger Straße 34 51° 30′ 58″ N, 10° 14′ 52″ O | Wohnhaus             | abgerissen |          | BW             |
| Göttinger Straße 38 51° 31′ 0″ N, 10° 14′ 46″ O  | St. Martini-Kapelle  | |          |                |
| Sachsenring 21 51° 30′ 50″ N, 10° 15′ 5″ O       | Wels-Mühle           | |          |                |
| Worbiser Straße 51° 30′ 32″ N, 10° 15′ 38″ O     | Dreifaltigkeitskreuz | |          |                |
| Worbiser Straße 6 51° 30′ 30″ N, 10° 15′ 37″ O   | Wohnhaus             | |          |                |
| Worbiser Straße 8 51° 30′ 29″ N, 10° 15′ 38″ O   | Wohnhaus             | |          |                |
| Worbiser Straße 10 51° 30′ 29″ N, 10° 15′ 38″ O  | Wohnhaus             | |          |                |
| Worbiser Straße 12 51° 30′ 28″ N, 10° 15′ 38″ O  | Wohnhaus             | |          |                |
| Worbiser Straße 14 51° 30′ 28″ N, 10° 15′ 39″ O  | Wohnhaus             | |          |                |
| Worbiser Straße 34 51° 30′ 18″ N, 10° 15′ 40″ O  | Wohnhaus             | |          |                |